# Valencia (Venezuela)
Valencia es una ciudad venezolana, capital y ciudad más poblada del Estado Carabobo, ubicada en la Región Central de Venezuela. Es conocida como La Capital Industrial de Venezuela porque alberga una valiosa cantidad de zonas industriales del país. De igual manera, se ha convertido en un centro de inversión,  La ciudad cuenta con una superficie de 1.548 km².
Según el censo del Instituto Nacional de Estadísticas (INE), la ciudad posee una población para el año 2011 de 1.484.430 habitantes, mientras que toda el área metropolitana posee una población de 1.996.173 habitantes, convirtiéndose así, en la ciudad más poblada de la Región Central y la tercera más poblada de Venezuela, después de Caracas y Maracaibo. Es además, la ciudad más poblada de la llamada "región metropolitana Valencia-Maracay", que con alrededor de 3.850.000  habitantes (CNE 2011) es la segunda del país después de Caracas.
La ciudad se compone de 5 municipios autónomos distintos: Municipio Valencia, Municipio Naguanagua, Municipio San Diego, Municipio Libertador, Municipio Los Guayos, teniendo cada uno de ellos sus respectivos poderes públicos con atribuciones administrativas propias [Gaceta Oficial del Estado Carabobo Extraordinaria n.º 1633 de fecha 1 de abril de 2004, artículo 7.
La legislación regional vigente establece que las autoridades propiciarán una iniciativa para crear un distrito metropolitano, como el que ya posee la ciudad de Caracas, si se llegase a elevar la Parroquia Miguel Peña a nivel de municipio. La ciudad fue capital de Venezuela en tres ocasiones, desde 1812 hasta 1830.

## Toponimia
A la ciudad se la designó inicialmente (en la era colonial) con el nombre oficial de Nueva Valencia del Rey, posteriormente Nuestra Señora de la Anunciación de la Nueva Valencia del Rey y Nuestra Señora del Socorro de la Nueva Valencia del Rey. Finalmente, en la constitución del Estado Carabobo de 1991 se le refiere simplemente como Valencia. El nombre fue dado en honor a la ciudad de Valencia de Don Juan ubicada en la Provincia de León, España.
A pesar de ser homónimo, no tiene ninguna relación con la ciudad de Valencia en España. 

## Historia
Valencia fue capital de Venezuela en tres ocasiones: en 1812 momento en el que los poderes públicos del Gobierno provisional se trasladaron allí durante la guerra de Independencia de Venezuela, y provisionalmente tanto en 1830 con la disolución de la Gran Colombia como en 1858 cuando triunfó la Revolución de Marzo.
Durante la Guerra de Independencia, Valencia fue teatro de grandes acontecimientos, contándose como el más célebre de ellos a la Batalla de Carabobo el 24 de junio de 1821, en la zona que hoy en día se denomina "Campo de Carabobo" ubicado a unos veinte (20) kilómetros de la ciudad, posteriormente, a los  seis días (el 30 de junio de 1821) se creó allí el Concejo Municipal, que vino a ser el primero de Venezuela. Valencia ha gozado de fuero universitario desde 1852, cuando se crearon cuatro facultades universitarias en el Colegio Nacional de Primera Categoría que luego de diversas transformaciones pasó a ser lo que se conoce en la actualidad como la Universidad de Carabobo, siendo el punto de partida para el nacimiento de múltiples institutos de educación superior que han surgido en la región.

### Primeros asentamientos
Ya en el IV milenio a. C. existían poblaciones de indígenas en esta zona. Entre el 200 d. C. y el 1000  C. hubo distintos asentamientos de varias etnias, en especial alrededor del Lago Tacarigua o Lago de Valencia donde quedaron objetos y estatuillas como prueba de su cultura, resaltando entre ellas la llamada Venus de Tacarigua como figurilla más icónica e importante que haya sido encontrada. La etnia de los Arawakos fue una de las que hizo vida en las cercanías de la cuenca en determinado momento histórico, aunque no eran parte de los habitantes autóctonos a los que conoce como «Tacariguas», y de los que se tiene muy poca información documental. Aun así, los estudiosos tienden a inclinarse a que los llamados Indios Tacariguas tuvieron su origen como una ramificación de los llamados «Barrancoides Centrales» y «Arauquinoides» entre el año 400 d. C. y el 800 d. C. que decidieron establecerse en este valle en particular.
Es de notar que las evidencias de la presencia de poblaciones precolombinas en la región están sustentadas en gran parte por los objetos dejados por estas poblaciones, debido a que existen pocos documentos escritos por parte de los colonizadores españoles que relaten cualquier clase de encuentro con estas culturas originarias incluso desde su llegada en el siglo XVI. Los historiadores teorizan las siguientes posibilidades: Migración de la población indígena local, una muy rápida acción esclavizadora por parte de los conquistadores, epidemias que redujeran sus números y hasta incluso la pérdida o destrucción de documentos históricos en donde se hubiese plasmado su existencia. Con respecto al idioma de esta población, pudieron haber llegado a hablar el mismo idioma de los Indios Caracas (lengua Caribe) según algunas apreciaciones científicas migratorias, aunque no se tiene la certeza de ello.
Los indígenas locales se dedicaban a la recolección y a la caza, posiblemente experimentaron con primeras formas de agricultura.

### Fundación
Los orígenes de Valencia se remontan al año 1555, cuando el Capitán Vicente Díaz, vecino de Nuestra Señora de la Concepción de la Borburata, decide dotar de ganado a dicha ciudad con el objetivo de traer mayor prosperidad a la misma. Para esto, viaja a la isla de Margarita donde adquiere un buen lote de ganado vacuno y caballar, además de conseguir un grupo de soldados que lo acompañarían en movilizar dicho ganado hasta Borburata. El traslado fue realizado, sin embargo, los terrenos de Borburata no eran propicios para el desarrollo de la ganadería, por lo cual, el Capitán Vicente Díaz funda un hato en donde se encuentra hoy en día la ciudad de Valencia. Allí fija su residencia junto con sus hijos y yernos.
Para propiciar el poblamiento de la región, Díaz favorece a los vecinos de Borburata que quisieran radicarse en el nuevo sitio, obsequiándoles piezas de ganado. Aquellos que se vieron atraídos por el sitio, lo hicieron inicialmente por los constantes ataques corsarios que sufría Borburata, siendo los primeros pobladores Sebastián Ruiz, Andrés Hernández, Sebastián Díaz de Alfaro y Juan Fernández de Trujillo, quienes dan testimonio de estos hechos en un documento encontrado en la Catedral de Valencia con fecha de 1609. Uno de dichos ataques sufridos en Borburata ocurrió el 17 de abril de 1555, de la mano de piratas franceses[cita requerida], fecha en la que la ciudad fue tomada y saqueada. Después de este y otros acontecimientos similares, más de sus pobladores deciden fijar su residencia en la villa de Nueva Valencia, más segura que la anterior.
Si bien el primer sitio fue hecho por el Capitán Vicente Díaz, sigue siendo objeto de debate el nombre del fundador de la villa que allí surgió: El capitán general de la provincia, Alonso Arias de Villasinda había dado órdenes a su pariente (Alonso Díaz Moreno) de cumplir el mandato de poblar ese privilegiado lugar por las mismas fechas en que el Capitán Díaz construía su hato. El historiador José de Oviedo y Baños precisó en 1723 en su obra Historia de la conquista y población de la Provincia de Venezuela que Valencia fue fundada por Alonso Díaz Moreno, quedando esta versión como la oficial para la posteridad.
En cuanto a la fecha de fundación, la tradición sigue considerándola el 25 de marzo de 1555, debido a que la ciudad nació bajo la advocación y nombre de Nuestra Señora de la Anunciación de Nueva Valencia del Rey, fecha religiosa que se celebra ese día. Si bien los datos reales de la fecha de fundación de la ciudad estuvieron por mucho tiempo en el Archivo General de Indias en la ciudad de Sevilla, estos se perdieron al sufrir sucesivos traslados; siendo el primero de ellos a la ciudad de Madrid y posteriormente al Archivo de Alcalá de Henares, donde un incendio causó la pérdida de este y otros 150.000 legajos en el año de 1939.
Aun así, Luigi Frassato (miembro de la Academia de Historia de Carabobo) considera que siendo o no 1555 el año de fundación de la ciudad, ésta debe seguir concibiéndose como originalmente (25 de marzo de 1555) debido tanto a la tradición como al hecho de que la escogencia de esa fecha surgió por corresponder a la anunciación del Ángel Gabriel a la Virgen María, lo cual refleja el sello cristiano que ha tenido la localidad desde sus inicios:

Es lo más sano seguir celebrando éste, como Día de Valencia, porque en los actos fundacionales la primera iglesia se dedicó a la anunciación de la Virgen María

En un principio la ganadería formó el sustento de los valencianos, los cuales disponían de importantes riquezas gracias a lo lucrativo de esta actividad.

### Colonización
En Valencia, al igual que en el resto del territorio de lo que hoy conocemos como Venezuela, existió una figura implantada por los conquistadores conocida como Cabildo o Ayuntamiento, la cual se encargaba de solucionar los problemas que se suscitaran en la localidad. Esta institución tuvo su origen en la necesidad de gobernar a los pueblos y ciudades en una época donde no existía una demarcación exacta de las provincias en el Nuevo Mundo; estaba compuesto por el Alcalde Mayor, el Teniente de Justicia Mayor, un grupo de habitantes de la localidad bajo el título de Cabildantes o Regidores, los Alcaldes Ordinarios, el Síndico Procurador, el Alférez Real, el Fiel Ejecutor, el Alguacil Mayor, el Mayordomo y el Escribano; todos ellos subordinados al Gobernador de la Provincia (en caso de las Provincias) o al Capitán General (en caso de ser una Capitanía General). Según el cronista de la ciudad Don Guillermo Mujica Sevilla, ésta es la descripción del antiguo Cabildo:

El Cabildo tenía sede en la Casa Consistorial, situada en la parte noroeste de la esquina hoy formada por la calle Colombia y la Avenida Bolívar, frente a la Plaza Bolívar. Tenía una imagen de la Virgen de la Anunciación de Valencia (Valencia era denominada «Nuestra Señora de la Anunciación de la Nueva Valencia del Rey») también había allí una efigie del Rey de España con deterioros por el tiempo y modificaciones, esta casa se conservó (casa de alto, o de dos plantas, con techo de tejas y alero) hasta 1926, cuando fue derribada para construir el Palacio Municipal.

Esta institución se corresponde en mayor parte con lo que hoy se conoce como Concejo Municipal, y los Cabildantes con los Concejales.

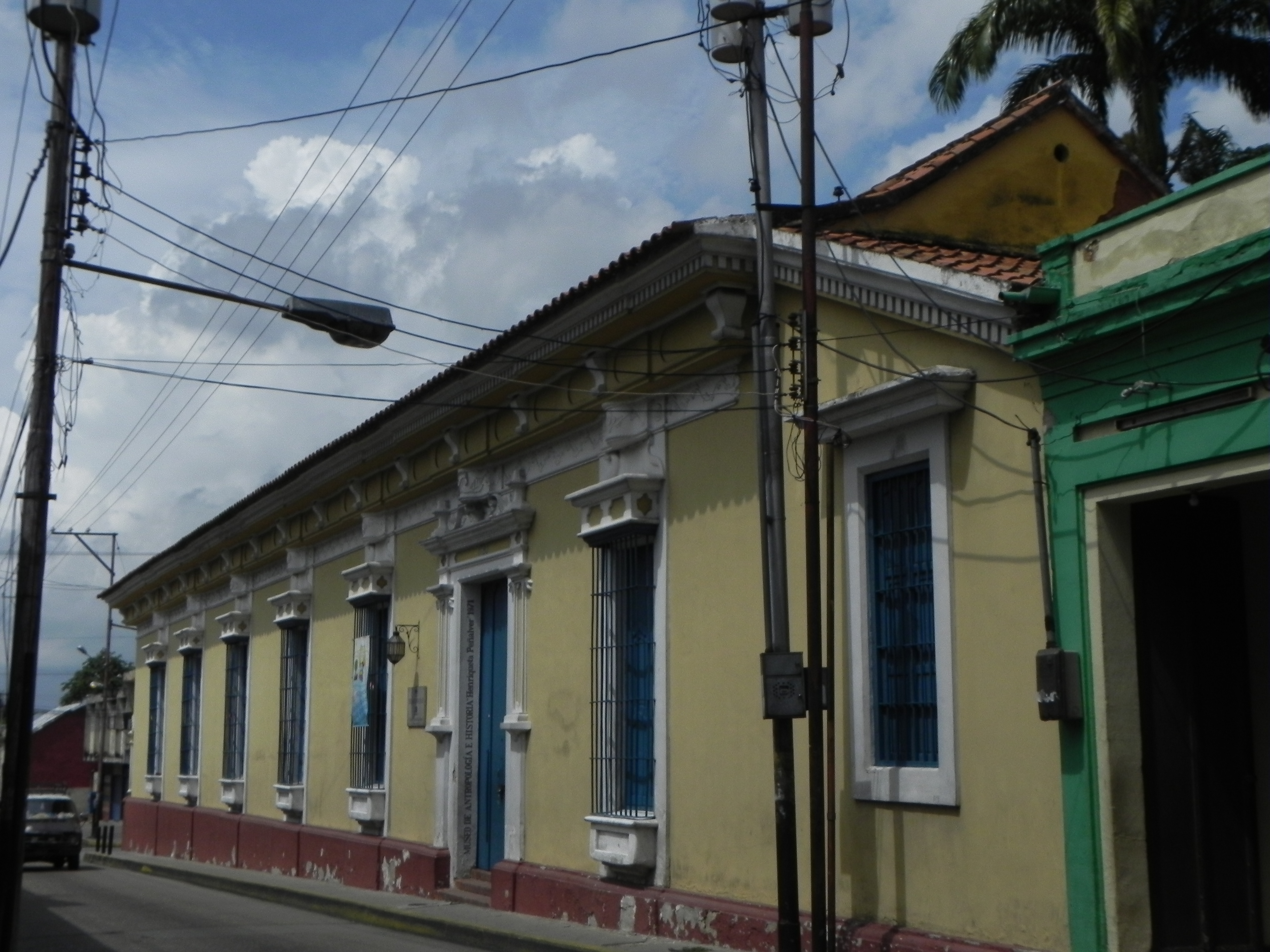
Casa de los Celis, edificada a finales del

1561: «El tirano» Lope de Aguirre asedia la ciudad siendo alcalde de esta Francisco de Madrid. Este último había escrito una carta al gobernador Collado en Nuestra Señora de La Concepción de El Tocuyo, avisando de los planes de Lope de Aguirre, y solicitando la ayuda de 60 hombres que evitaran el desembarco. La ayuda no fue enviada y ocurrió la invasión de la ciudad que obligó a los habitantes a huir a las islas del Lago de Valencia. Desde allí escribe una carta al Rey de España.
Hacia 1569 llega la expedición de Pedro Malaver de Silva a Borburata con más de 400 colonos ibéricos, ante todo de Extremadura y Andalucía. Muchos de ellos decidieron abandonar a Malaver y parte de ellos se asentaron en el valle de Valencia.
En 1677, Valencia es arrasada por piratas franceses, los cuales queman su Ayuntamiento y ocasionan la pérdida de innumerables documentos de importancia, encontrándose entre ellos el Acta de la Fundación de la Ciudad. En febrero de 1800, Alexander von Humboldt visita la ciudad en su viaje por las Américas. En su visita, el barón reporta que la ciudad contaba con una cantidad de seis mil a siete mil habitantes. Durante el período colonial, Valencia se perfila como una de las principales ciudades del país, con numerosos pueblos que crecen a sus alrededores gracias a sus riquezas (Nuestra Señora de La Begoña de Naguanagua, San Diego, Los Guayos, Tocuyito y San Agustín de Guacara. Cuenta, entre otros organismos, con un cabildo en el que los valencianos en numerosas ocasiones alzaron la voz en defensa de los privilegios que les proveía el dominio colonial.

### Guerra de Independencia
En los inicios de la rebelión contra España, la élite valenciana demostró un apego a la sociedad tradicional que había conocido por casi trescientos años. En 1810, a pesar del evidente apego del ayuntamiento local a la corona, la autonomía adquirida por los sucesos de la Revolución del 19 de abril de 1810 y la convocatoria del Congreso Constituyente llevan a que el cabildo valenciano colabore con Caracas en sus ansias independentistas; aunque ello surge como consecuencia de intereses políticos y aspiraciones a la capitalidad de la provincia de la misma manera en que había hecho Caracas durante la centralización borbónica, delegando en ella un enorme poder. Es en estos términos que Fernando Peñalver, el más importante diputado valenciano ante el congreso, defiende el federalismo proponiendo la conversión de Valencia en la capital de la provincia. Esta misma posición es tomada por el cabildo de la ciudad como condición importante para ceder en su apego a la monarquía. La negativa de Caracas a reconocer las pretensiones de los valencianos, la declaración de la Independencia en 1811 y la enorme presencia española en la ciudad es lo que conlleva a una división en la élite valenciana, derivando en la insurrección de la ciudad contra la república de 1811.
La ciudad es declarada capital de la Confederación de las Provincias Unidas de Venezuela por el Congreso Nacional el 9 de enero de 1812, luego de ser sofocada la rebelión. A partir del 15 de febrero de 1812 la sede de dicho congreso pasa a ser la Casa de La Estrella en Valencia, trasladándose poco después los otros dos poderes creados por la Constitución de la época, teniendo por ejemplo al Poder Ejecutivo funcionando en una propiedad de Miguel Ignacio Malpica. Más tarde ese mismo año de 1812, España restablece su dominio sobre la provincia con la llegada de las tropas realistas de Domingo de Monteverde, lo cual disolvió el congreso.
En 1814 ocurre una derrota frente al realista José Ceballos por un sitio que le realiza la ciudad, el cual corre bajo el nombre de «Asedio de Valencia». Ante la difícil situación de la ciudad, Escalona decide aceptar el tratado de rendición con la confianza de que el jefe realista José Tomás Boves cuidaría de los derechos de los patriotas asentados en la ciudad como lo había prometido. Para mostrar sus buenas intenciones, Boves invita a un gran baile al cual debían acudir todos los principales de Valencia con sus esposas la noche del 10 de julio. Allí ocurrió una de las escenas más escalofriantes de la historia venezolana, pues todos los hombres fueron vilmente asesinados, mientras a las damas se las obligaba a realizar un baile vulgar de la plebe llamado «El Piquirico» para luego ser violadas por la tropa mientras presenciaban el asesinato de sus esposos.
El 24 de junio de 1821, se lleva a cabo en las cercanías de la ciudad la batalla que sellaría la Independencia de la nación, la Batalla de Carabobo. Es por esto que en la ciudad son atendidos los heridos en dicha batalla, siendo el sitio de muerte de Ambrosio Plaza, el día siguiente a la batalla; y otros próceres de la Independencia que fueron atendidos en el Hospital de la ciudad.

### Época de la Gran Colombia

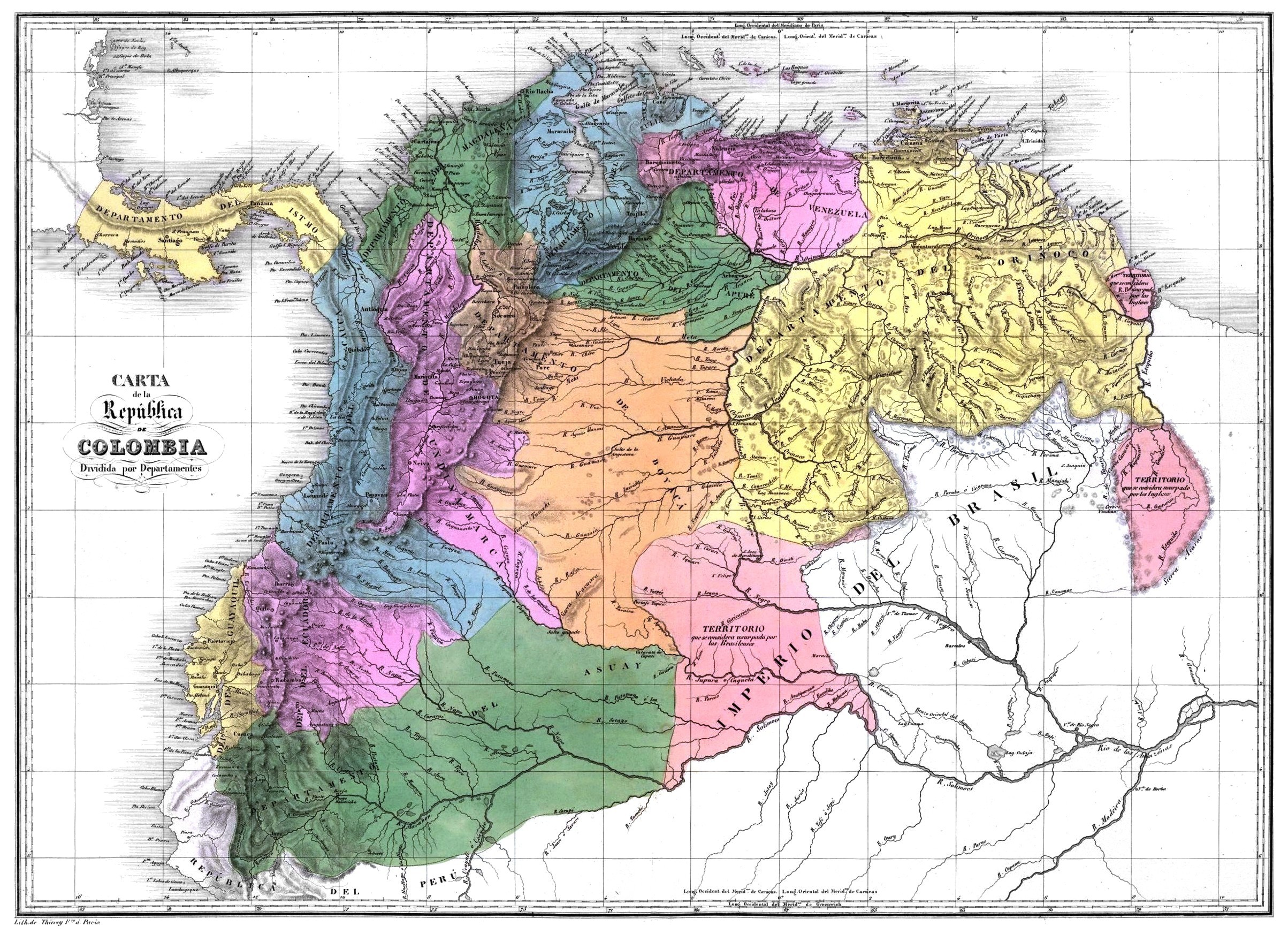
Mapa de la Gran Colombia en 1824.

Con promulgación de la Constitución de Cúcuta, la cual unificó al Virreinato de la Nueva Granada (actual Colombia) con la Capitanía General de Venezuela en una sola nación (la Gran Colombia), surgió desde un primer momento en 1821 malestar entre los venezolanos, quienes se sintieron relegados y poco beneficiados por el nombramiento de Francisco de Paula Santander para la Vicepresidencia de la República, por la escogencia de un sistema centralista en vez de uno federal y por la elección de Bogotá como capital de la recién formada Gran Colombia.
Este descontento llevó a que el general José Antonio Páez, quien ejerció las funciones de comandante general del Departamento de Venezuela (Caracas, Carabobo, Barquisimeto, Barinas y Apure) a partir de 1822 tomara una serie de decisiones que culminaron en su destitución en 1826, haciendo que depusiera su cargo y se retirara a su morada en la ciudad de Valencia. Poco después surge una revuelta de ciudadanos frente al Concejo Municipal de la localidad donde se le hace saber al General Páez que estaban dispuestos a desconocer la autoridad del nuevo comandante general y le instaron a que permaneciera en el mando. Ante tal situación, José Antonio Páez se declara en rebelión y da origen al movimiento apodado como La Cosiata, en donde un alzamiento popular inesperado surgió en Valencia para luego propagarse a otras ciudades del Departamento de Venezuela.
Ese mismo año, 1826, el Concejo Municipal de Caracas se suma al pronunciamiento de Valencia y Simón Bolívar se ve en la necesidad de ratificar a Páez como Jefe Civil y Militar del Departamento de Venezuela para evitar el estallido de una guerra civil; aunque igualmente el transcurso del tiempo sólo logró que se intensificaron los deseos de una reforma constitucional de carácter Federal, con la amenaza siempre presente de la secesión de Venezuela de la Gran Colombia.

### Época Republicana

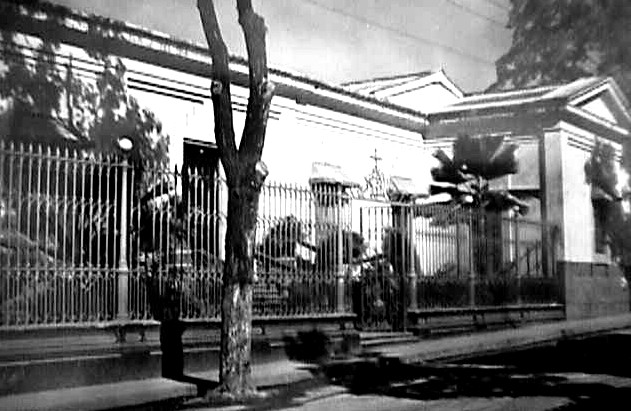
Colegio Lourdes

El 13 de enero de 1830 el general José Antonio Páez, como jefe civil y militar de una Venezuela aún integrada a la Gran Colombia, convocó a un Congreso Constituyente por el creciente y continuo distanciamiento con el Gobierno Central localizado en Bogotá. Dicho Congreso tuvo lugar en la ciudad el 6 de mayo y el 14 de octubre de 1830, el cual culminó con la creación de la República de Venezuela y el establecimiento de Valencia como capital provisional durante el desarrollo del congreso. La elección de la ciudad, residencia de Páez al momento de la realización del Congreso, fue elegida también por ser el punto de origen del movimiento La Cosiata ocurrido entre 1826 y 1829.
En 1858, como consecuencia del pronunciamiento de Julián Castro, gobernador de la provincia de Carabobo, en contra del gobierno del presidente José Tadeo Monagas por problemáticas sociales, políticas y económicas que asediaban al país, nació en Valencia el movimiento conocido como Revolución de marzo. Dicho movimiento llevó al derrocamiento de José Tadeo Monagas y al nombramiento de Julián Castro como Presidente Provisional de la República por la Convención de Valencia (y posteriormente como Presidente Interino) haciendo de la ciudad nuevamente capital provisional del país.

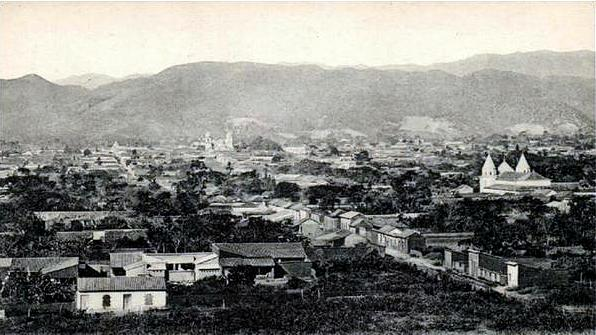
Centro de Valencia en el año 1900.

En 1883 es inaugurado el Ferrocarril Inglés en la ciudad, el cual cubría la ruta Valencia-Puerto Cabello. Ese mismo año el general Antonio Guzmán Blanco eleva el «Colegio de Estudios Superiores» a «Colegio Federal de Primera Categoría», abandonando su antigua sede en la Casa de La Estrella y mudándolo al Convento de San Francisco. En 1892, Joaquín Crespo convierte el Colegio Nacional creado por José Antonio Páez en la Universidad de Valencia.
Para 1894 comienza a funcionar el Gran Ferrocarril de Venezuela, de origen alemán, el cual cubría la ruta Caracas-Valencia. En 1904, Cipriano Castro clausura la Universidad de Valencia, pasando a cumplir funciones como Colegio Nacional de Varones y luego como Liceo «Pedro Gual». En 1907 se hallan en la ciudad documentos originales relativos al Acta de la Independencia nacional, desaparecidos desde 1811. Así lo relata el cronista de la ciudad, Don Guillermo Mujica Sevilla:

En este último año (1907), en la casa de la viuda del Ingeniero Navas Spínola (Parroquia La Candelaria) fue encontrado el acta original en varios libros empastados que abarcaban actas elaboradas por el Congreso de 1811. Según se dice, estos libros fueron guardados o escondidos en Valencia a raíz de la clausura del Congreso de 1811-1812 [...] El doctor Francisco González Guinán entregó este libro al presidente Cipriano Castro por intermedio del presidente del estado Carabobo, doctor Samuel Niño. En acto brillante con la colaboración activa de varias personas, fueron entregados estos libros al pueblo valenciano para su conservación en nuestra Casa de la Estrella, sede del Congreso de 1812.

El 21 de marzo de 1958, Wolfgang Larrazábal dio la orden por decreto presidencial (emitido por la junta de Gobierno de esa época) de reabrir la Universidad de Valencia, la cual tomó el nombre de Universidad de Carabobo. Dicha reapertura se hizo con un acto en el Teatro Municipal, contando con la presencia de la junta de gobierno. En abril de 1951 en la VII Asamblea Nacional de Fedecámaras se decidió promover a Valencia como centro industrial de Venezuela. El Concejo Municipal decidió otorgar exoneración de patente de industria y comercio a las empresas que se instalarían en los terrenos de la zona industrial.

### Época contemporánea
La etapa inicial de la democracia permite gracias al esfuerzo administrativo del presidente Rómulo Betancourt, el ministro Lorenzo Fernández y el presidente del Consejo Municipal de Valencia Humberto Celli la planificación estratégica de la Zona Industrial abriendo de esta manera las puertas a un futuro moderno y de apertura económica convirtiendo a la entidad en pilar fundamental de Venezuela.
En 1988 comienza la descentralización de los estados en Venezuela y por primera vez los habitantes del Estado pueden elegir a su alcaldes y gobernadores. Hasta entonces la figura de Valencia como ciudad y municipio había sido exactamente la misma, pero la descentralización estaba encaminada a que varias de sus parroquias adquirieran independencia político-administrativa y se convirtieran en municipios autónomos. Buscando evitar que la trascendencia de la ciudad se perdiera en el proceso de mejorar la administración local, diversos personajes importantes de la ciudad se pronunciaron para hacer algo al respecto; tal como Oswaldo Feo Caballero (historiador valenciano) comenta:
Tengo la satisfacción de haber luchado con éxito por la unidad territorial de Valencia. Comenzando la década de los años 90, cuando hubo la polémica por el desmembramiento que tendría Valencia por la separación de sus parroquias Naguanagua, San Diego, Los Guayos, Tocuyito y Campo de Carabobo para convertirlas en municipios, nos correspondió redactar el artículo 7 de la Ley de División Político Territorial para impedir la división de Valencia. Ese artículo, aprobado por la Asamblea Legislativa, en 1996, consagra que la ciudad de Valencia está constituida, en su aspecto urbano, por las parroquias Catedral, Candelaria, El Socorro, Miguel Peña, Rafael Urdaneta, San José, más los municipios Naguanagua, San Diego, Los Guayos y Libertador que constituyen una unidad urbana indisoluble a los efectos estadísticos, urbanos.
En 1992 es creada la Bandera de Valencia, de la mano de Pedro Gramcko Almeida. Posteriormente la Valencia «municipio» y la Valencia «ciudad» se convertirían en conceptos independientes debido a la descentralización, pero ambos conservarían los mismos símbolos cívicos. En 1996 el Municipio Valencia efectivamente se separó en 5 municipios autónomos distintos, los cuales hasta ese momento habían sido parroquias: Municipio Naguanagua, Municipio San Diego, Municipio Los Guayos, Municipio Libertador. A partir de ese entonces se creyó que el concepto de «Ciudad de Valencia» pasaría a ser una delimitación «de facto» indisoluble correspondiente a la aglomeración urbana de esos 5 municipios, pero los años demostraron lo contrario, ya que cada oriundo de cada municipio reclamo su gentilicio y derecho a ser ciudad también, en el caso puntual del «Municipio Valencia» este pasó a ser una división político-administrativa de menor tamaño regida por un Alcalde. 
En 2004 se forzo por ley un intento de consagrar nuevamente el carácter extraordinario de la «Ciudad de Valencia», a través de lo plasmado en la nueva Ley de División Político-Territorial del Estado Carabobo expuesta en la Gaceta Extraordinaria del Estado Carabobo N°1633, expresándose que Valencia como ciudad está íntegramente conformada por cinco (5) municipios determinados de la entidad sin que ello implique disminución alguna en su autonomía.

### Protestas
A partir de 2014 se producen numerosas protestas en contra del gobierno. En febrero de ese año resultaron heridos varios estudiantes y murió una estudiante. En 2017 se producen también nuevas protestas, que son de nuevo reprimidas.

### Gentilicio
Los oriundos tanto de la ciudad de Valencia como de su Área Metropolitana son llamados «valencianos», aunque cada municipio integrante impone sus propios gentilicios locales, como «naguanagüenses» (Municipio Naguanagua), «sandieganos» (Municipio San Diego) y «tocuyitanos» (Municipio Libertador).

## Geografía física

### Localización
Valencia se ubica dentro del valle del río Cabriales al que la atraviesa parcialmente de norte a sur. La ciudad está situada a 609 m s. n. m., rodeada de colinas al oeste, estribaciones al este, parte de la Cordillera de la Costa al norte y sabanas al sur. Está próxima al lago de Valencia. Geopolíticamente, se encuentra ubicada en la región Centro-Norte del país, formando un importante nodo de comunicaciones. Situada a 150 km al oeste de Caracas, la capital del país.
Conectándose con Caracas y con Maracay a través de la Autopista Regional del Centro (la principal y más transitada autopista de Venezuela), se conecta también con la ciudad de Puerto Cabello (principal puerto del país) a través de la Autopista Valencia - Puerto Cabello, con el Occidente, a través de la Autopista Centro Occidental y con Los Llanos a través de la Autopista José Antonio Páez.
El norte de la ciudad está dominado por las cumbres de la vertiente sur del parque nacional San Esteban, mientras que el Sur se abre a las fértiles tierras que rodean al Lago de Valencia, la mayor cuenca endorreica de América del Sur. Posee una población estimada para el 2013 de más de 1.599.026 habitantes, reconociéndose así como la tercera ciudad en importancia, población y extensión de Venezuela, después de Caracas y Maracaibo.
| Noroeste: Puerto Cabello / Bejuma | Norte: Puerto Cabello | Nordeste: Puerto Cabello / Guacara        |
| Oeste: Bejuma                     |                       | Este: Guacara / Lago de Valencia / Güigüe |
| Suroeste: Estado Cojedes          | Sur: Estado Cojedes   | Sureste: Güigüe / Estado Guárico          |

### Orografía

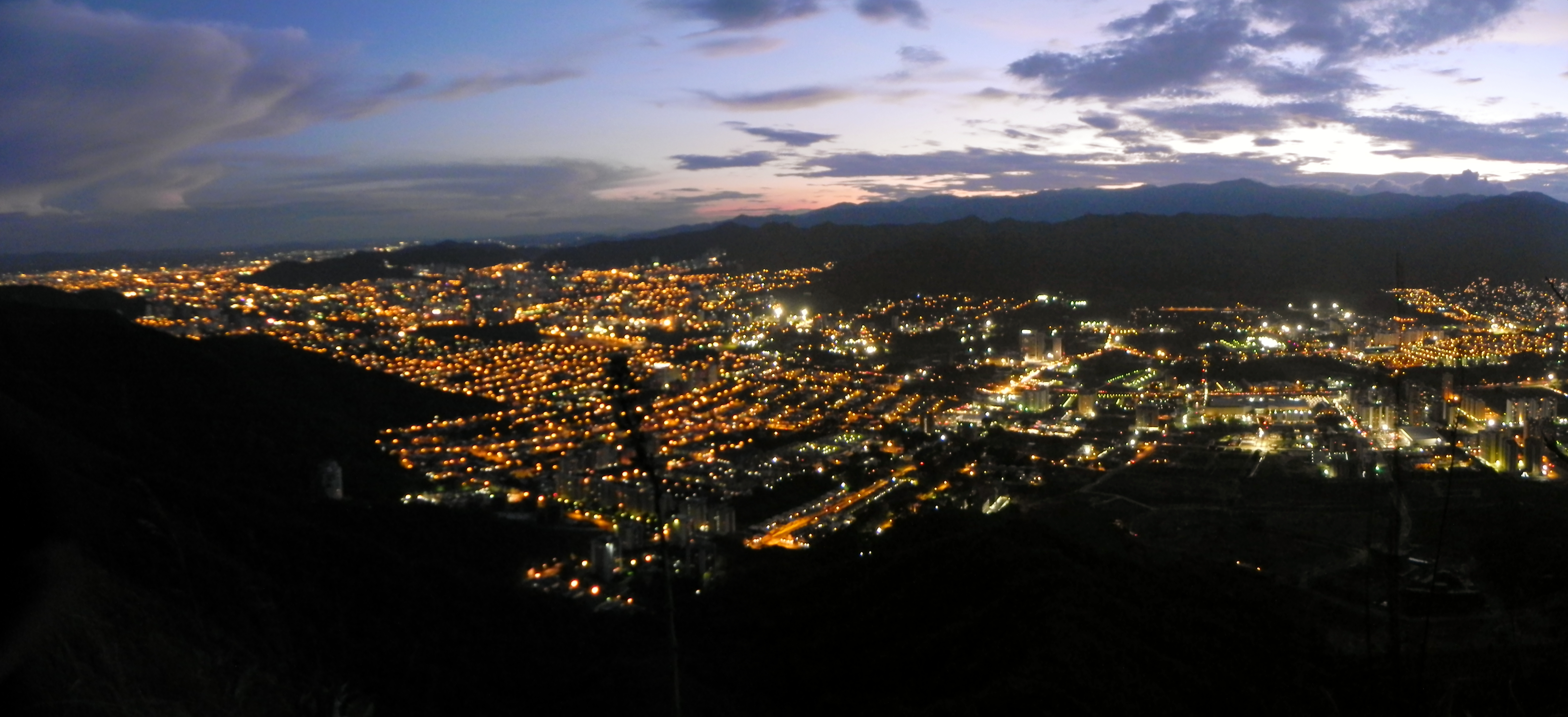
Vista nocturna del norte de Valencia desde la Fila El Orégano.

El norte se encuentra limitado por pendientes de la vertiente sur del parque nacional San Esteban, dividido por las montañas del Área Protectora de Valencia que separa al Municipio San Diego a través de la Fila El Orégano del municipio Naguanagua y la Parroquia San José. La fila tiene una altura máxima de 800 m s. n. m. y abruptos desniveles, terminando hacia el sur en el Cerro Copey, formando el Morro de San Blas.
Al oeste de la ciudad, se encuentran otras estribaciones de menor tamaño pero de significativa importancia. Destacan las elevaciones del parque municipal Cerro El Casupo, las cuales alcanzan los 980 m de altura en su punto más elevado. Al norte de esta formación, se encuentra la Fila El Café, con el cerro El Café como su principal altura (1300 m s. n. m.), en el Municipio Naguanagua.
Al Sur continúa el Casupo rodeado por barriadas en la fila La Guacamaya, donde se encuentran abruptos desniveles y formaciones importantes como la cueva de Los Indios y el cerro El Calvario. Su altura máxima se encuentra a 700 m s. n. m. En el municipio Libertador se encuentra el cerro El Tigre, con 900 m s. n. m. El resto de la ciudad está asentada en las planicies del Lago de Valencia sin presentar otros accidentes geográficos de importancia.

### Hidrografía

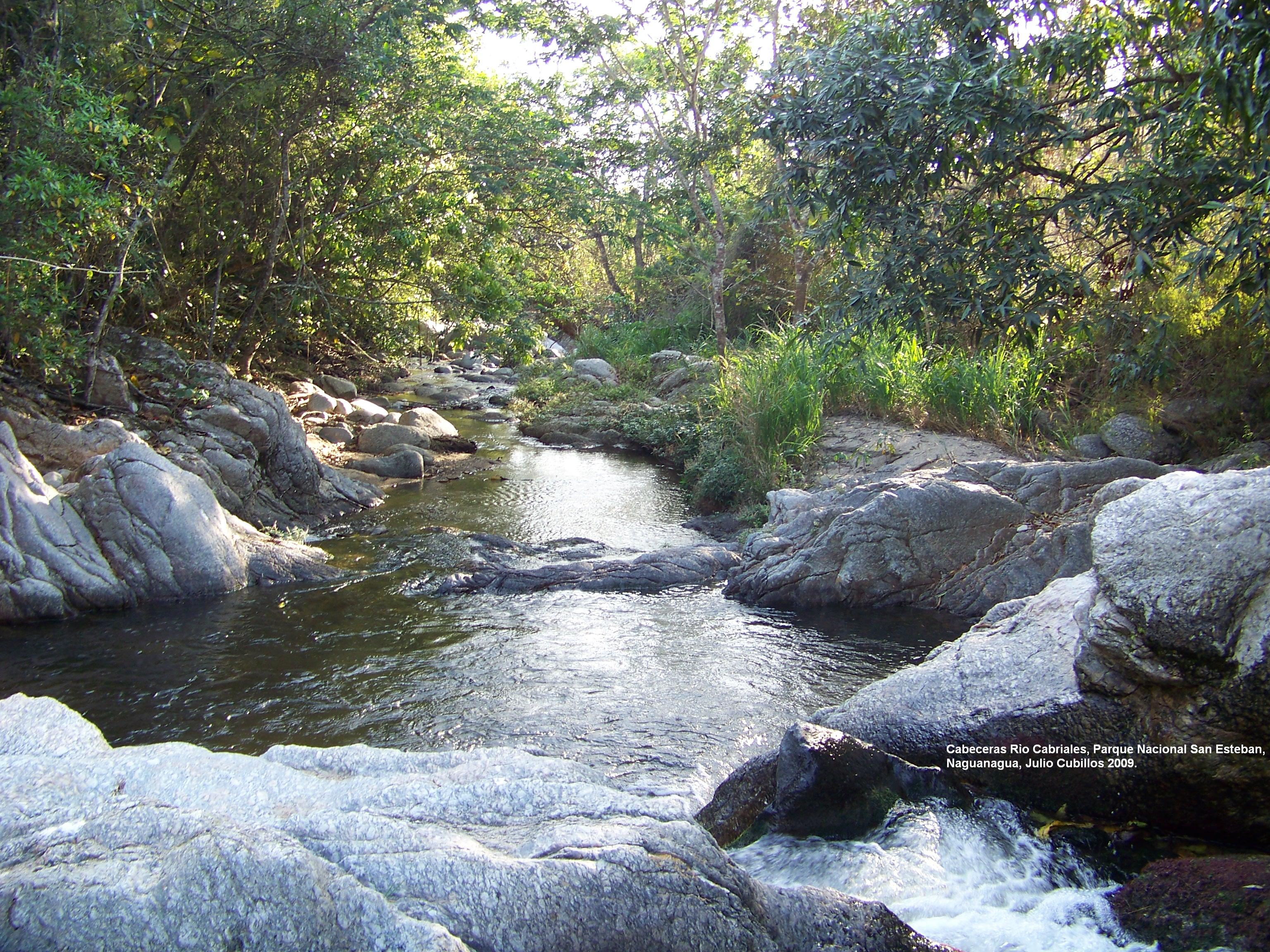
Río Cabriales.

El río Cabriales es el más importante curso de agua de la ciudad. Nace a 1650 m de altitud en el cerro Hilaria (Naguanagua), desembocando, originalmente, en la Ciénaga Guanabanal (desparramadero «El Paito») afluente este último del río Paito; actualmente desemboca directamente en el río Paito, afluente del río Pao. Sin embargo, entre 1979–2006, el Ministerio del Ambiente desvió el curso del río hacia el Lago de Valencia para mitigar el descenso del nivel de las aguas.
El río recorre la ciudad de norte a sur por su parte oriental. Atraviesa las parroquias Naguanagua, San José, Catedral, San Blas, Santa Rosa y Rafael Urdaneta. En sus márgenes se encuentran lugares destacados como la Universidad de Carabobo, el parque Fernando Peñalver, la avenida Paseo Cabriales y el barrio Los Samanes.
Otros ríos de importancia en la Gran Valencia son:
- Río Güigüe, desemboca en el Sur del Lago de Valencia.
- Río Guacara, desemboca en la orilla Norte del Lago de Valencia.
- Río Los Guayos, desemboca en la orilla Norte del Lago Tacarigua o Lago de Valencia, está en peligro de desaparecer.

Todos estos ríos desembocaban en el lago de Valencia, aunque las aguas del río Cabriales han sido desviadas hacia el Paíto.

### Clima
Debido a su ubicación en una zona intertropical, sus temperaturas son cálidas, atenuadas por su variada altitud, teniendo una media anual de 24 °C. Su máximo promedio de 34 °C, su mínima es de 18 °C y tiene una temperatura de 23 °C en la sombra. Los períodos de lluvia y sequía cumplen las funciones de las estaciones de invierno y verano a nivel local, ocurriendo la primera entre los meses desde mayo a noviembre y teniendo pocas precipitaciones el resto del año.
Temperaturas y precipitaciones
| Parámetros climáticos promedio de Valencia, Venezuela       | Parámetros climáticos promedio de Valencia, Venezuela | Parámetros climáticos promedio de Valencia, Venezuela | Parámetros climáticos promedio de Valencia, Venezuela | Parámetros climáticos promedio de Valencia, Venezuela | Parámetros climáticos promedio de Valencia, Venezuela | Parámetros climáticos promedio de Valencia, Venezuela | Parámetros climáticos promedio de Valencia, Venezuela | Parámetros climáticos promedio de Valencia, Venezuela | Parámetros climáticos promedio de Valencia, Venezuela | Parámetros climáticos promedio de Valencia, Venezuela | Parámetros climáticos promedio de Valencia, Venezuela | Parámetros climáticos promedio de Valencia, Venezuela | Parámetros climáticos promedio de Valencia, Venezuela |
| Mes                                                         | Ene.                                                  | Feb.                                                  | Mar.                                                  | Abr.                                                  | May.                                                  | Jun.                                                  | Jul.                                                  | Ago.                                                  | Sep.                                                  | Oct.                                                  | Nov.                                                  | Dic.                                                  | Anual                                                 |
| ----------------------------------------------------------- | ----------------------------------------------------- | ----------------------------------------------------- | ----------------------------------------------------- | ----------------------------------------------------- | ----------------------------------------------------- | ----------------------------------------------------- | ----------------------------------------------------- | ----------------------------------------------------- | ----------------------------------------------------- | ----------------------------------------------------- | ----------------------------------------------------- | ----------------------------------------------------- | ----------------------------------------------------- |
| Temp. máx. abs. (°C)                                        | 31                                                    | 31                                                    | 32                                                    | 32                                                    | 34                                                    | 33                                                    | 33                                                    | 32                                                    | 32                                                    | 31                                                    | 31                                                    | 31                                                    | 34                                                    |
| Temp. máx. media (°C)                                       | 28                                                    | 29                                                    | 30                                                    | 30                                                    | 30                                                    | 30                                                    | 29                                                    | 29                                                    | 29                                                    | 29                                                    | 28                                                    | 27                                                    | 29                                                    |
| Temp. media (°C)                                            | 24                                                    | 24                                                    | 25                                                    | 26                                                    | 26                                                    | 26                                                    | 25                                                    | 25                                                    | 24                                                    | 24                                                    | 24                                                    | 23                                                    | 24.7                                                  |
| Temp. mín. media (°C)                                       | 17                                                    | 17                                                    | 18                                                    | 20                                                    | 20                                                    | 21                                                    | 21                                                    | 20                                                    | 19                                                    | 17                                                    | 17                                                    | 16                                                    | 18.6                                                  |
| Temp. mín. abs. (°C)                                        | 11                                                    | 13                                                    | 13                                                    | 13                                                    | 13                                                    | 13                                                    | 14                                                    | 14                                                    | 13                                                    | 12                                                    | 12                                                    | 9                                                     | 9                                                     |
| Precipitación total (mm)                                    | 2                                                     | 1                                                     | 25.4                                                  | 60.7                                                  | 226.9                                                 | 95.7                                                  | 172.6                                                 | 134.9                                                 | 132.4                                                 | 117.6                                                 | 132.4                                                 | 17.3                                                  | 1118.9                                                |
| Días de lluvias (≥ )                                        | 5                                                     | 4                                                     | 5                                                     | 7                                                     | 8                                                     | 6                                                     | 7                                                     | 5                                                     | 7                                                     | 8                                                     | 7                                                     | 4                                                     | 73                                                    |
| Horas de sol                                                | 190                                                   | 190                                                   | 201                                                   | 188                                                   | 205                                                   | 180                                                   | 201                                                   | 154                                                   | 166                                                   | 175                                                   | 166                                                   | 157                                                   | 2173                                                  |
| Fuente: The Weather Channel Interactive, Inc. Marzo de 2009 |                                                       |                                                       |                                                       |                                                       |                                                       |                                                       |                                                       |                                                       |                                                       |                                                       |                                                       |                                                       |                                                       |

## Ecología

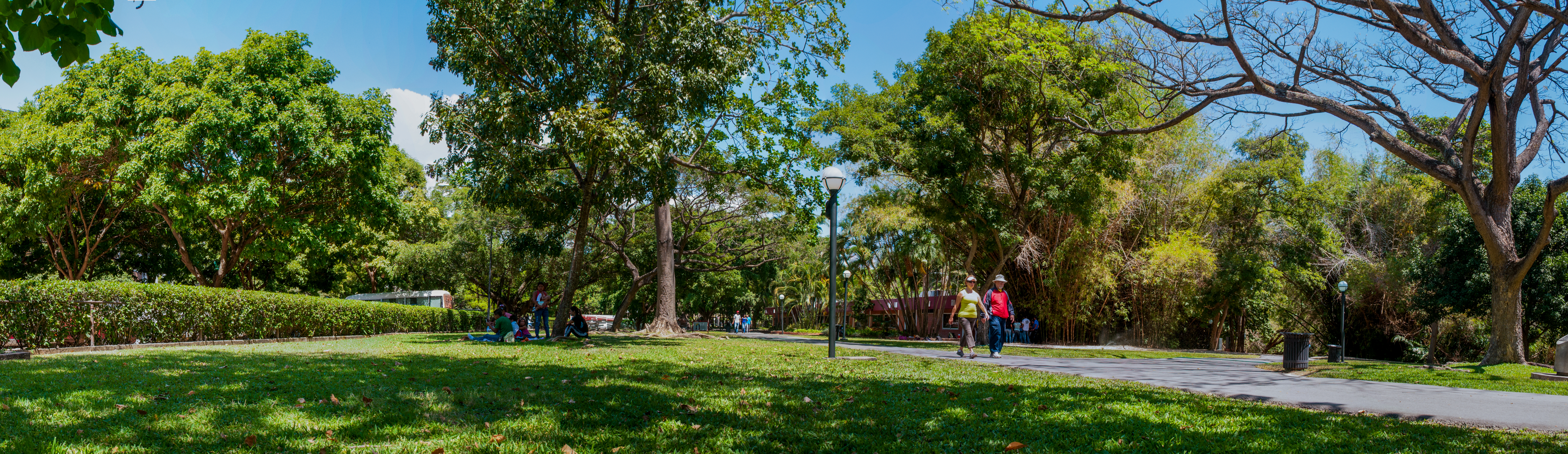
Parque Negra Hipólita

### Fauna

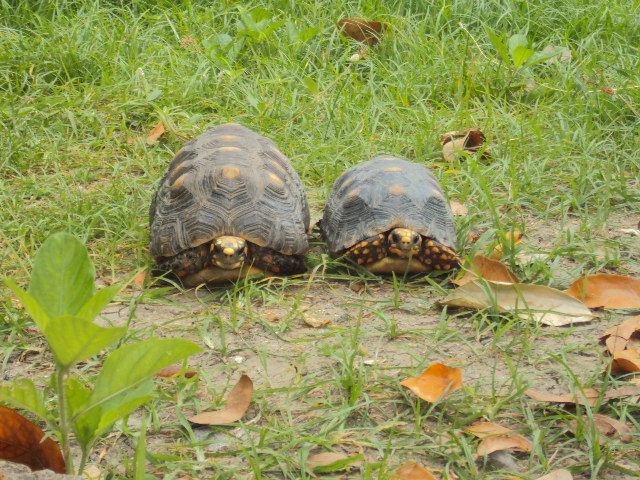
Tortugas morrocoy salvajes

En zonas silvestres se han encontrado Tortugas Morrocoy, picures, osos hormigueros, puercoespines, venados y las iguanas, así como diversas serpientes y otros reptiles. En las montañas abundan mariposas del género Morpho, especialmente morpho menelaus; en los valles y zonas bajas de la ciudad predominan las mariposas de la familia nymphalidae, destacando danaus plexippus y heliconius erato.

### Flora

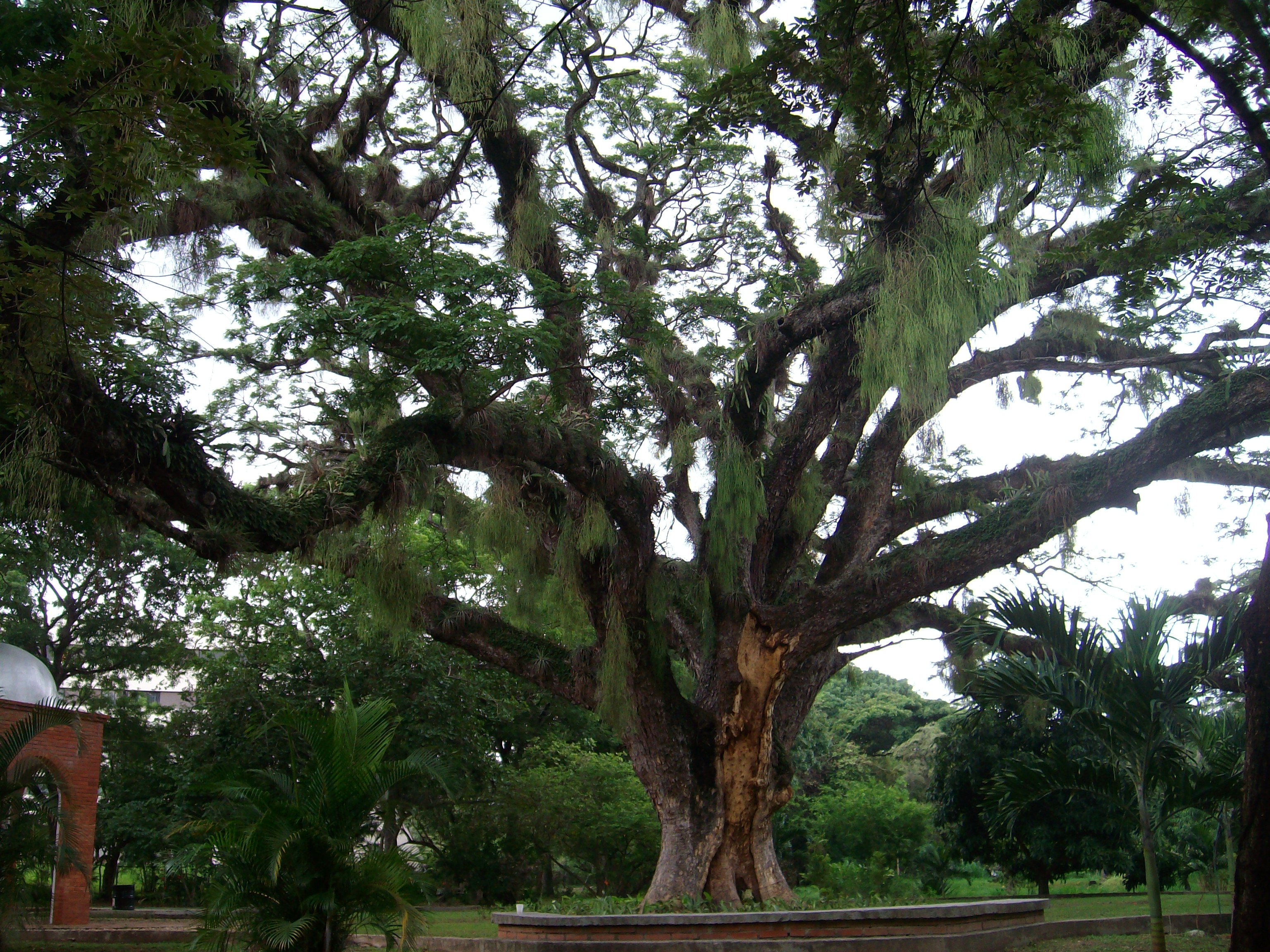
Samán, en el Jardín Botánico de Naguanagua.

Valencia tiene vegetación tropical. Las zonas más verdes se hallan en los cerros. En el cerro El Casupo, se han identificado 256 especies vegetales. Entre las plantas más comunes se encuentran el Agave cocui, el indio desnudo, el camoruco (símbolo natural del Estado Carabobo), el samán, el apamate y el araguaney. Abundan también las orquídeas de los géneros Cattleya y Oncidium, siendo Valencia uno de los principales centros del país en la práctica de orquideología.

### Lago de Valencia
El Lago de Valencia, también llamado lago de Tacarigua, es el segundo lago en importancia de Venezuela después del lago de Maracaibo y es el cuerpo de agua dulce sin desagüe al mar (lago cerrado), más grande de Venezuela y el segundo más extenso de América del Sur. Se encuentra emplazado en una fosa tectónica conocida como Graben de Valencia que se encuentra entre la Cordillera de la Costa y la serranía del Interior. La cuenca es de tipo endorreica y cubre 3150 km² (0,3 % del país).

Este lago es el fenómeno hidrográfico más importante del centro del país, tiene una longitud máxima de 30 km, una anchura máxima que alcanza los 20 km, una profundidad máxima de 39 m y una media de 21 metros. En la actualidad el lago tiene una extensión de 344 km². En sus orillas se levantan las principales ciudades del país como son: Maracay, Mariara, San Joaquín, Güigüe, Guacara, Los Guayos, Central Tacarigua, Los Guayos, Magdaleno, Palo Negro y retirado de sus orillas la Ciudad de Valencia, debido a esto último el nombre Lago Tacarigua (nombre original antes de la colonia) a recuperado su uso cotidiano dentro de la población y esta en des uso Lago de Valencia.

## Demografía

### Características demográficas
Valencia es la tercera ciudad más poblada de Venezuela, después de las ciudades de Caracas y Maracaibo. Tiene una población para el 2023 de 2.016.643 habitantes en su aglomeración Urbana.
Entre 1870 y 1930 la ciudad contaba con cerca de 20.000 habitantes, un número relativamente bajo comparado con otras ciudades latinoamericanas similares. De acuerdo con los datos recogidos en el censo de 1990 se contabilizaron 914.561 habitantes en el área metropolitana, mientras que una década más tarde el Instituto Nacional de Estadísticas publicó que con la llegada del nuevo milenio la población de la ciudad llegaba a 1.210.612 habitantes.
La mayoría de la población es nacida en Valencia, siendo descendientes de inmigrantes españoles, Portugueses o italianos, así como también (aunque en menor proporción) de ascendencia indígena, africana y china, entre muchas otras razas y culturas que forman parte de la genética de los venezolanos. En cuanto a las nacionalidades de inmigrantes extranjeros residiendo en la localidad, no existe un estudio con respecto a su proporción u origen.
También hay en la ciudad habitantes originarios de otras ciudades o regiones del país, principalmente de Caracas, Barquisimeto, Maracaibo y Oriente.
La comunidad china es la mayor colonia extranjera de la cual se lleva un control numérico aproximado de habitantes en la ciudad, constituyéndose como hogar de la mayor aglomeración de habitantes de dicha región asiática residenciados en Venezuela. En la Embajada de China en Venezuela calculan que para 2007 había un aproximado de 160.000 de sus nacionales residiendo en el país, teniendo que de ese total, unos 60.000 estaban radicados en Valencia. La penetración de esta sociedad extranjera ha llevado a que algunas de sus costumbres (como la celebración del Año Nuevo Chino o el uso de lámparas chinas de papel) sean espectáculos o actividades bastante esperadas y practicadas por quienes viven en la ciudad.
| Población de la Ciudad de Valencia | Población de la Ciudad de Valencia | Población de la Ciudad de Valencia | Población de la Ciudad de Valencia | Población de la Ciudad de Valencia | Población de la Ciudad de Valencia | Población de la Ciudad de Valencia | Población de la Ciudad de Valencia | Población de la Ciudad de Valencia | Población de la Ciudad de Valencia | Población de la Ciudad de Valencia | Población de la Ciudad de Valencia | Población de la Ciudad de Valencia                                                                            |
| Municipio                          | Capital                            | 1816                               | 1950                               | 1961                               | Censo 1971                         | Censo 1981                         | Censo 1990                         | Censo 2001                         | Censo 2011                         | Proyección para 2023               | Área (km²)                         | Parroquias -align="center"                                                                                    |
| ---------------------------------- | ---------------------------------- | ---------------------------------- | ---------------------------------- | ---------------------------------- | ---------------------------------- | ---------------------------------- | ---------------------------------- | ---------------------------------- | ---------------------------------- | ---------------------------------- | ---------------------------------- | --- |
| Guacara                            | Guacara                            | -                                  | -                                  | -                                  | -                                  | -                                  | -                                  | -                                  | -                                  | 220.212                            | 165                                | Guacara, Yagua, Ciudad Alianza                                                                                |
| Libertador                         | Tocuyito                           | -                                  | -                                  | -                                  | -                                  | -                                  | 107.898                            | 146.507                            | 176.651                            | 201.614                            | 558                                | Tocuyito, Independencia                                                                                       |
| Los Guayos                         | Los Guayos                         | 1.500                              | -                                  | -                                  | -                                  | -                                  | 86.260                             | 130.345                            | 159.046                            | 167.345                            | 73                                 | Los Guayos |
| Naguanagua                         | Naguanagua                         | 2.000                              | -                                  | -                                  | -                                  | -                                  | 97.572                             | 132.368                            | 167.371                            | 185.713                            | 188                                | Naguanagua |
| San Diego                          | San Diego                          | 1.288                              | -                                  | -                                  | -                                  | -                                  | 34.770                             | 59.247                             | 99.142                             | 121.482                            | 106                                | San Diego |
| Valencia                           | Valencia                           | 7.664                              | -                                  | -                                  | -                                  | -                                  | 588.061                            | 742.145                            | 882.220                            | 1.120.277                          | 623                                | Candelaria, Catedral, El Socorro, Miguel Peña, Rafael Urdaneta, San Blas, San José, Santa Rosa, Negro Primero |
| Total                              | -                                  | -                                  | 91.700                             | 173.600                            | 367.200                            | 601.676                            | 914.561                            | 1.210.612                          | 1.484.430                          | 2.016.643                          | 1.578                              | - |

### Área Metropolitana de Valencia
Es la principal y mayor área urbanística del Estado Carabobo, que comprende los cinco (5) Municipios de la Ciudad de Valencia: (Municipio Valencia, Municipio Naguanagua, Municipio San Diego, Municipio Los Guayos y Municipio Libertador), así como también a los municipios Guacara, San Joaquín, Diego Ibarra y al Municipio Carlos Arvelo formando para todos los efectos como una unidad urbana absolutamente indivisible de nueve (9) municipios sin que ninguno de estos sufran desmedro en su autonomía, funciones político-administrativas y jurisdiccionales.
Posee una población estimada de 1.996.173 habitantes para el año 2011, lo que lo convierte en la tercera área metropolitana más grande y poblada de Venezuela.
| Municipio                 | ! % de Pobreza | % de Pobreza Extrema |
| ------------------------- | -------------- | -------------------- |
| 1. Municipio Valencia     | 15.03 %        | 4.96 %               |
| 2. Municipio Guacara      | 12.42 %        | 2.76 %               |
| 3. Municipio Libertador   | 24.82 %        | 10.38 %              |
| 4. Municipio Naguanagua   | 9.51 %         | 2.10 %               |
| 5. Municipio San Diego    | 7.32 %         | 1.76 %               |
| 6. Municipio Los Guayos   | 16.45 %        | 5.26 %               |
| 7. Municipio Diego Ibarra | 21.00 %        | 9.25 %               |
| 8. Municipio San Joaquín  | 17.86 %        | 4.69 %               |

### Composición etnográfica
Al igual que las demás ciudades del país, tiene una población altamente diversa y mestizada debido a la gran inmigración que hubo en Venezuela desde el siglo XIV hasta mediados del XX, períodos en los cuales muchos inmigrantes de diferentes partes del mundo se asentaron en la comunidad valenciana por ser uno de los principales núcleos urbanos del país y ubicarse en la región central del mismo.
Se puede mencionar que entre las corrientes migratorias que ha atraído la ciudad a mediados de diferentes siglos la más resaltante y de mayor magnitud ha sido la Europea, del cual se observa el mayor porcentaje de inmigrantes variándose en diferentes nacionalidades y corrientes de diferentes países como; España, Italia, Portugal,  y en menor magnitud pero de gran influencia; Reino Unido, Polonia, Alemania, Suiza, Grecia, Serbia entre otros.
La inmigración de países asiáticos y medio oriente también es de gran presencia en todo el territorio de la ciudad, mientras que la inmigración africana no es de gran magnitud y mayormente solo arribaron a la región personas de dicho continente como esclavos de la colonización española.
Entre grupos importantes de inmigrantes también se encuentra la de países de la región, haciéndose gran presencia en la ciudad de diversos países que formaron parte del exilio latinoamericano en períodos anteriores, entre ellos destacan; Argentina, Chile, Colombia, Perú, entre otros.
La población Valenciana se identificó, en los datos emitidos por el INE en el censo de 2011, como;
- Mestizos: 47,5%
- Blancos: 46,3%
- Negros/Afrodescendientes: 2,1%
- Amerindios: 1,7%
- Otros: 2,4%

## Organización Administrativa y Territorial

### Municipios
Una vez que sea creado el Distrito Metropolitano Valencia la Alcaldía Mayor cumplirá una función coordinadora sobre municipios autónomos que integran la ciudad, los cuales a su vez son gobernados por sus respectivos alcaldes municipales. En cada municipio el poder legislativo interno lo ejerce cada Concejo Municipal, con sus respectivas competencias de conformidad con lo establecido en la Constitución y leyes de la República.
- Valencia: (829.856 habitantes) Es el municipio más extenso territorial y longitudinalmente de la ciudad, ubicándose en el centro-sur del estado. El comercio y la industria son de gran importancia para su economía, así muchas de las compañías públicas y privadas estatales y nacionales tienen allí su sede, ubicándose también gran parte de la zona industrial local. La mayor parte de su población es de clase media. En su jurisdicción también se encuentran las urbanizaciones más exclusivas de la ciudad como Altos de Guataparo, Guataparo Country Club, El Solar, Hato Royal, Guaparo y Terrazas del Country, ubicadas la parroquia San José en el norte del municipio donde predominan los estratos altos. Su actual alcalde es Jesús Marvez, del partido PSUV.
- Naguanagua: (157.437 habitantes) Es el municipio más al norte de la ciudad. Las actividades comerciales y culturales son la principal fuente de su economía. Su población es de predominio de clase media, teniendo una gran proporción de estudiantes en la localidad por ubicarse en su jurisdicción la principal universidad del estado, la Universidad de Carabobo. Su actual alcalde es Gustavo Gutiérrez, del partido PSUV.
- San Diego: (93.257 habitantes) Ubicado al noreste de la ciudad, es el segundo municipio más pequeño de la ciudad. Su actual alcalde es León Jurado, del partido ConEnzo.
- Libertador: (166.166 habitantes) Es el segundo municipio más grande de la ciudad, ocupando casi la totalidad del oeste de la misma. Allí se encuentra el Campo de Carabobo, decretado Monumento Histórico Nacional y Sitio de Patrimonio Histórico. Su actual alcalde reelecto es Juan Perozo, del PSUV.
- Los Guayos: (149.606 habitantes) Es el municipio más al este de la ciudad. Las actividades comerciales e industriales son la principal fuente de su economía. Su población es de predominio de clase media y media-baja en algunos sectores. Su actual alcalde es Miguel Burgos, del partido PSUV.

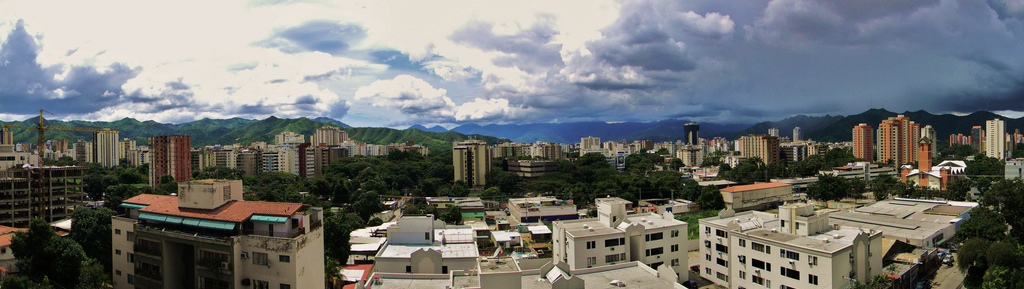
Vista de la Parroquia Urbana San José al norte de Valencia desde la zona de Agua Blanca.

### Parroquias civiles

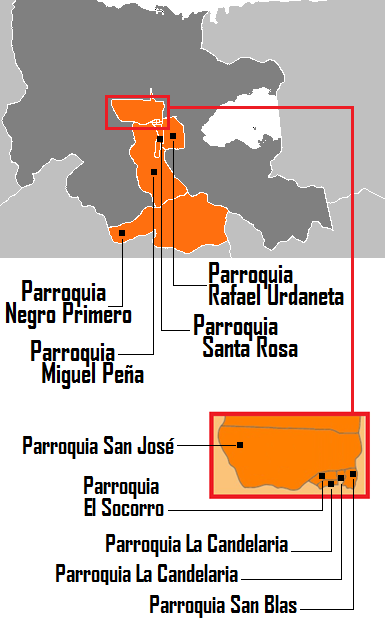
Ubicación de Parroquias del Municipio Valencia.

A su vez cada municipio se divide en parroquias, el menor rango político-territorial asignado. Son consideradas demarcaciones de carácter local creadas con el objeto de descentralizar la administración municipal y para la división de Jefaturas Civiles, que equivalen a tribunales locales encargados del ámbito jurídico. Estas localidades no tienen ámbito administrativo, y a su vez se dividen en barrios y urbanizaciones. La población estimada es del último censo del 2011. En Valencia existen 14 parroquias, las cuales son:
| Parroquia          | Habitantes |
| ------------------ | ---------- |
| 1. Candelaria      | 25.496     |
| 2. Catedral        | 2.230      |
| 3. El Socorro      | 5.406      |
| 4. Independencia   | 36.229     |
| 5. Los Guayos      | 149.606    |
| 6. Miguel Peña     | 371.087    |
| 7. Naguanagua      | 157.437    |
| 8. Negro Primero   | 8.872      |
| 9. Rafael Urdaneta | 191.004    |
| 10. San Blas       | 22.778     |
| 11. San Diego      | 93.257     |
| 12. San José       | 132.534    |
| 13. Santa Rosa     | 70.449     |
| 14. Tocuyito       | 129.937    |

### Municipio Miguel Peña

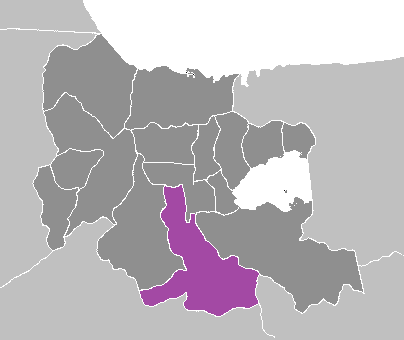
Delimitación del futuro Municipio Miguel Peña.

De acuerdo a la Ley de División Político-Territorial del Estado Carabobo de 2004, está previsto que la Parroquia Miguel Peña del Municipio Valencia sea elevada a carácter de municipio en algún momento a futuro, por obra de la Gobernación de Carabobo.
Una vez que suceda, el futuro Municipio Miguel Peña contará con autoridades propias (un Alcalde) distintas a aquellas que posea el Municipio Valencia, viendo este último reducido su territorio por primera vez desde 1996. Queda igualmente previsto que la Parroquia No Urbana Negro Primero pase a formar parte de ese futuro Municipio Miguel Peña cuando se vuelva efectiva su creación. Aunque su nacimiento estuvo previsto durante el transcurso del año posterior a la promulgación de la ley, la elección de sus autoridades se ha visto retrasada por motivos varios. Una vez que se concrete su elevación a municipio, se procederá a la creación del denominado Distrito Metropolitano Valencia.

## Urbanismo

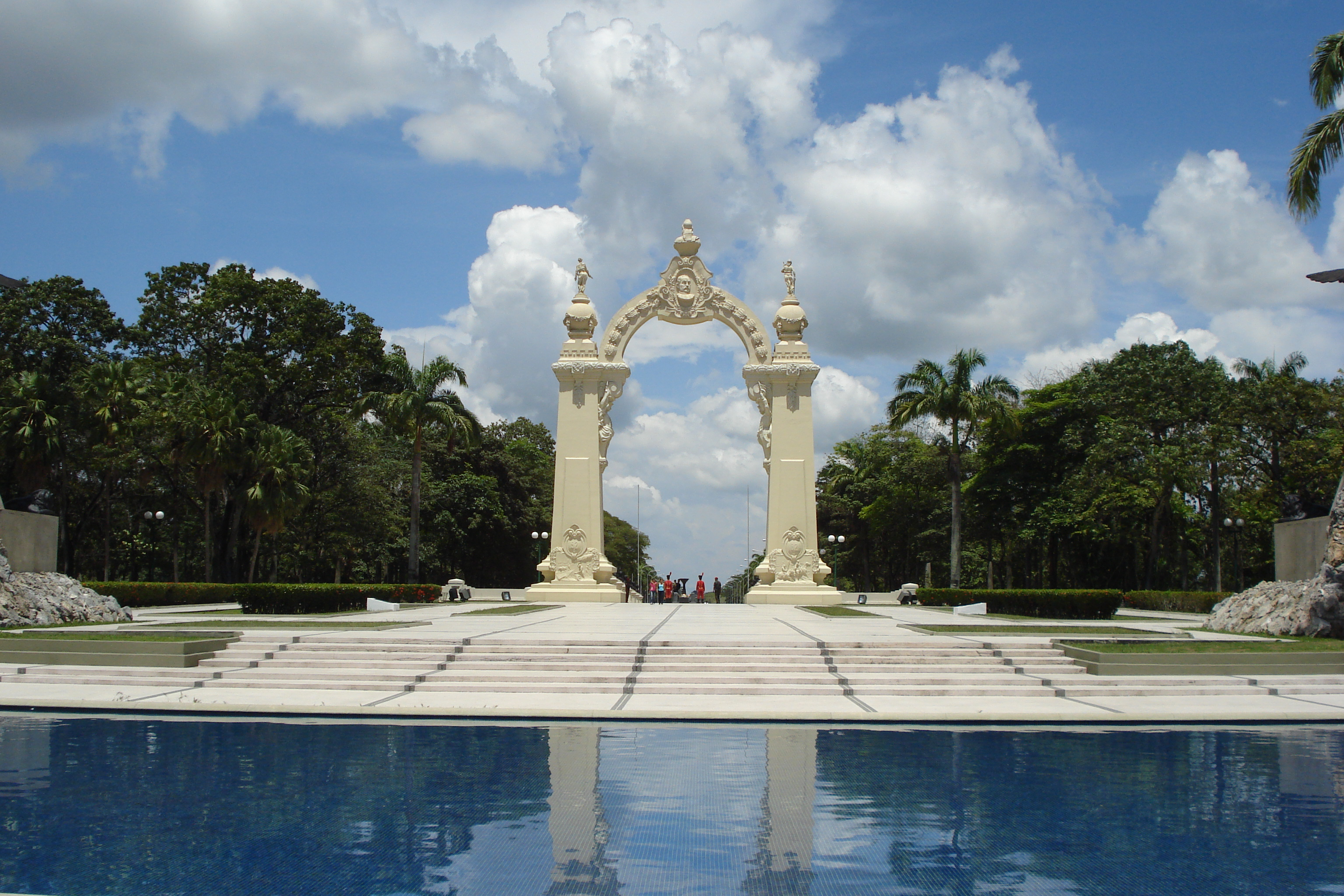
Arco de Carabobo

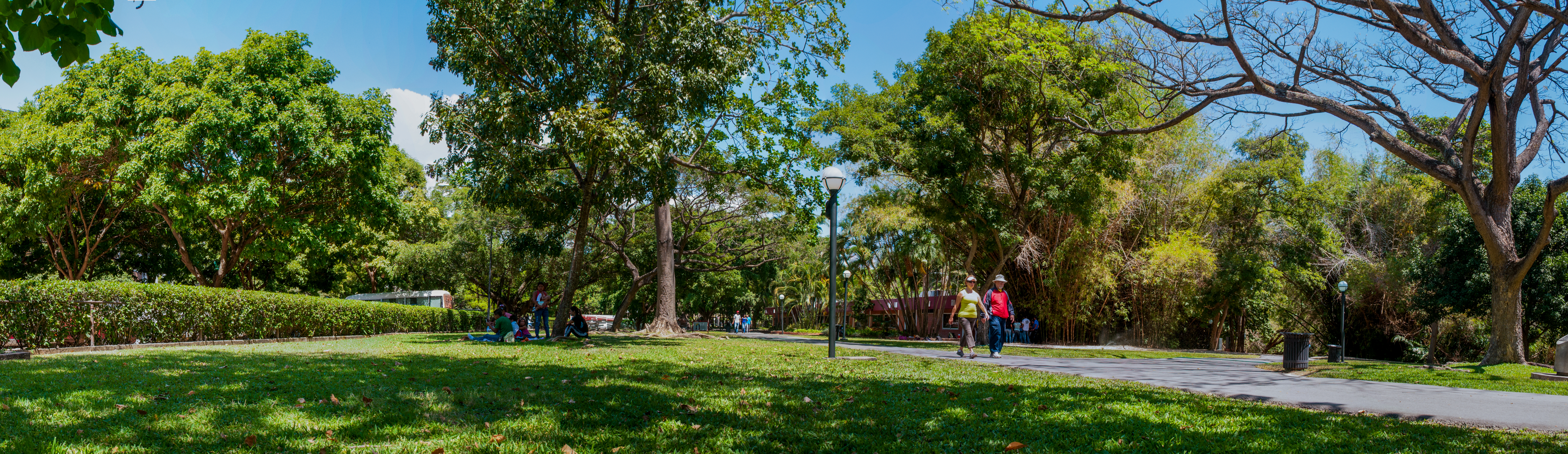
Parque Negra Hipólita

El período colonial deja como legado a la ciudad la disposición que la Corona exigiera a sus colonias en América a la hora de erigir sus ciudades. Estas normas fueron establecidas en las Leyes de Indias, las cuales recomendaban que los solares fueran repartidos a cordel y regla, comenzando a ser medidas las calles desde la plaza Mayor. Es de esta manera, como surge la antigua conformación de retícula perfecta que luciría la ciudad hasta bien entrado el siglo XX. Esta se constituía por avenidas que la cruzaban longitudinalmente, y calles que lo hacían transversalmente. El espacio que quedaba entre ellas sería el utilizado como solares para las diversas edificaciones de la ciudad. Los solares principales, ubicados junto a la plaza Bolívar de Valencia (inicialmente conocida como plaza Mayor) estaban ocupados por los principales órganos del poder, que son la Catedral de Valencia, la cual permanece en pie y sigue ocupando su posición original en el cruce de la calle Colombia con la avenida Urdaneta, y el Cabildo, el cual fue demolido durante el siglo pasado y cuyo solar hoy en día ocupa la sede de la Policía Municipal de Valencia. Las casas de este lugar, conocido como el Casco Central de Valencia fueron edificadas con ladrillo y cal, protegidas por techos de madera cubiertos de teja, generalmente de un solo nivel, regla que se rompería en casos excepcionales. Numerosas iglesias y varios conventos fueron edificados en la ciudad antigua, incluyendo el complejo del Convento de San Francisco, con su respectiva iglesia, la Capilla de San Buenaventura. Cerca de este, se encontraba el Convento de las Carmelitas Descalzas, ambos en los alrededores de la que hoy es la plaza Sucre. El Casco Central de Valencia se extiende actualmente desde la calle Michelena, al sur, hasta la calle Navas Espinola, al norte; la avenida Aranzazu al oeste, y el cruce de Autopista Circunvalación del Este en el Distribuidor San Blas al este de la ciudad.
| Urbanismo en Valencia                                                 | Urbanismo en Valencia                 | Urbanismo en Valencia       | Urbanismo en Valencia  | Urbanismo en Valencia             |
| --------------------------------------------------------------------- | ------------------------------------- | --------------------------- | ---------------------- | --------------------------------- |
|                                                                       |                                       |                             |                        |                                   |
| Torre Banaven vista desde el Rectorado de la Universidad de Carabobo. | Centro comercial Metrópolis Valencia. | World trade center Valencia | Reda building Valencia | Centro financiero del Fondo Común |

El constante crecimiento de la ciudad a finales del siglo XIX, trajo como consecuencia la instalación de la población fuera de los límites antiguos de la ciudad. Es así como comienza el desarrollo de la zona adyacente a la calle Michelena. Posteriormente, luego de la aparición en Caracas de la primera urbanización del país (El Paraíso), el norte de la ciudad comienza a ver la aparición de numerosas urbanizaciones que siguieron el concepto de ésta: un conjunto de residencias a las que se accedía por una gran avenida (avenida principal) de la cual partían pequeñas calles en las que se encontraban las viviendas, y que daban la idílica sensación de estar separados de la ciudad.
Durante las primeras décadas del siglo XX, comienza la instalación de grandes industrias en la ciudad, lo cual significa el empuje final que determinará el enorme crecimiento de la misma. El crecimiento es vertiginoso, y ya a mediados de la década de los 60, la ciudad ha arropado cinco poblaciones que anteriormente no formaban parte de la misma: Naguanagua, San Diego, Tocuyito, Los Guayos y Flor Amarillo, aunque los límites entre uno y otro centro poblado permanecieran reconocibles. En el centro de la ciudad aparecen los primeros complejos de oficinas, los cuales eran en un principio de poca altura, y que significaron la demolición de antiguas edificaciones coloniales y guzmancistas en lugares emblemáticos de la misma. Tal fue el caso del Palacio Municipal de Valencia, el cual fue reconstruido bajo la administración de Antonio Guzmán Blanco y que posteriormente fue demolido para la construcción de una nueva edificación que nunca fue concretada.
El crecimiento industrial de Valencia significó también el aumento de las inmigraciones, siendo uno de los principales polos urbanos de atracción para la población rural durante esta década. Este enorme y rápido éxodo terminó agotando la capacidad de organización de la ciudad, apareciendo así los primeros Asentamientos Urbanos No Regulados, los cuales se acumularon al sur de la ciudad, en lo que hoy es la Parroquia Miguel Peña. Estos asentamientos, desordenados y carentes de servicios básicos, agrupaban a la clase obrera de la ciudad. Debido a la presencia de enormes planicies en esta zona, las casas (construcciones precarias) se agruparon alrededor de pequeñas calles que no seguían un trazado regular. Las construcciones son generalmente de bloques, sin frisos ni decorados externos. Muchas de ellas, forman grandes asentamientos humanos de varios niveles, y en los cuales viven numerosos grupos familiares. El rápido crecimiento de esta zona impidió la creación de políticas de organización para la misma, creciendo muchas veces en terrenos no aptos para la construcción de viviendas. Tal es el caso del barrio Los Samanes, el cual en buena parte se sitúa en los márgenes del río Cabriales.
Diferentes industrias se instalan al sureste de la ciudad, lo que propicia el incremento de estos Asentamientos Urbanos No Regulados en Los Guayos. Ante la necesidad de viviendas para la clase obrera, y de facilidad en el acceso a las industrias, comienza en Valencia la apertura de grandes avenidas con soluciones viales de primer orden, a la vez que es levantada la que es hoy la urbanización más poblada de América: Urbanización La Isabelica. Al mismo tiempo, comienza la construcción de grandes complejos de apartamentos en diversos puntos de la ciudad, que permitieran ahorrar los espacios que poco a poco iban ganando valor monetario.
Al norte, la avenida Bolívar Norte y la avenida Cedeño se convierten en la sede de la actividad comercial y financiera de la ciudad. Es de esta manera como comienza la construcción de grandes torres de oficinas y apartamentos que se mantienen actualmente. La mayoría de ellas no sobrepasará los 100 metros de altura, lo que consolida en la ciudad un skyline bajo, pero con gran diversidad de edificios. También aparecen en la avenida Bolívar Norte los más lujosos edificios de apartamentos de la ciudad, tales como el Edificio Los Sauces, el Edificio Bella Vista y el Edificio Francisco de Miranda.
Hoy en día, el sector inmobiliario es uno de los más dinámicos de la ciudad. Grandes edificios de apartamentos cubren el cielo de Valencia, especialmente al norte de la ciudad, donde la Urbanización La Trigaleña, la Urbanización El Parral, la Urbanización Las Chimeneas, la Urbanización Guaparo, la Urbanización El Viñedo, la Urbanización La Viña, la Urbanización El Prebo y la Urbanización El Trigal, crecen rápidamente en extensión y altura.
| Plazas y Parques de Valencia          | Plazas y Parques de Valencia | Plazas y Parques de Valencia          | Plazas y Parques de Valencia |
| ------------------------------------- | ---------------------------- | ------------------------------------- | ---------------------------- |
|                                       |                              |                                       |                              |
| Parque Fernando Peñalver              | Parque Negra Hipólita        | Parque Recreacional del Sur           | Parque nacional San Esteban  |
|                                       |                              |                                       |                              |
| Parque Municipal Casupo               | Jardín Botánico de Valencia  | Plaza Monumental de Toros de Valencia | Plaza Bolívar de Valencia    |
|                                       |                              |                                       |                              |
| Plaza de la República                 | Parque Naguanagua            | Parque Guaparo                        | Parque Lomas del Este        |
|                                       |                              |                                       |                              |
| Parque del Norte (Urb Lomas del Este) | Parque de Prebo (Urb Prebo)  | Acuario de Valencia                   | Parque de patinaje San Diego |

### Isla Multiespacio

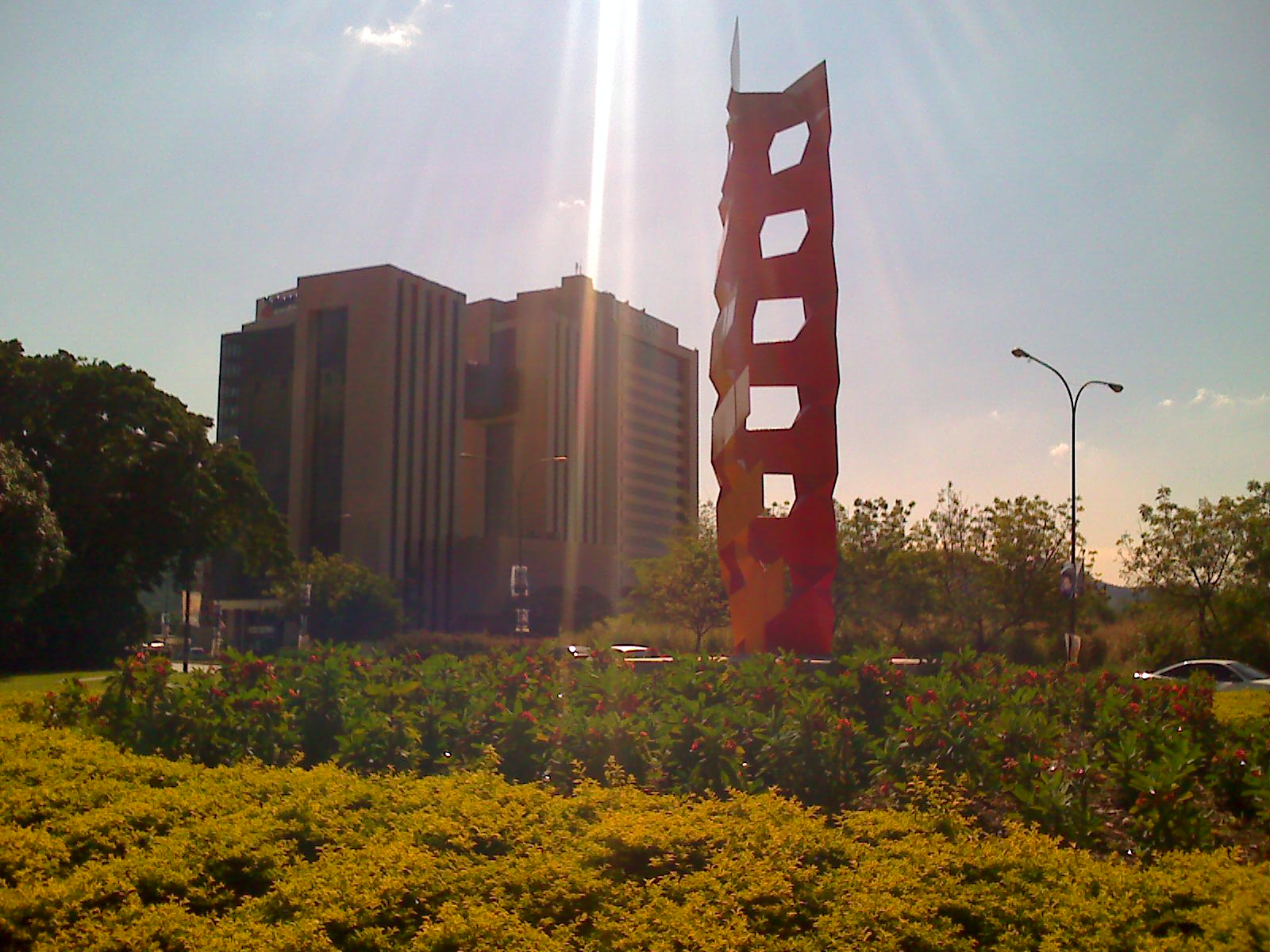
World Trade Center Valencia

La Isla Multiespacio (abreviado IME), es un complejo actualmente en construcción, el cual tendrá el rascacielos más alto de Venezuela. Este se encuentra en el Municipio San Diego al este de la ciudad de Valencia, Estado Carabobo. Su construcción se inició en julio de 2009 aun esta por definirse su fecha de culminación.
Se erige la Torre Corporativa más alta del país, posicionándose como la 8.ª en Latinoamérica, con 245 metros. Sus oficinas hasta de 750 m², en los últimos pisos, permitirán una vista panorámica de la ciudad de Valencia y del Lago de Valencia. Además contará con el primer Teatro Privado del país y un Hotel (del Grupo InterContinental Hotels Group) de más de 150 metros concebido para el gozo de los huéspedes con áreas sociales que miran el este de la ciudad desde arriba, entre otros proyectos. Además contará con un Centro Médico Especializado y un Centro Comercial.

### World Trade Center
El Complejo World Trade Center Valencia (conocido como Hesperia & WTC) es un complejo de edificios con destino empresarial, hotelero y comercial situados en Naguanagua, al norte de la ciudad de Valencia. La red hotelera dentro del complejo es Hesperia & WTC del Grupo Español NH Hoteles. El Complejo posee el Hotel, la Torre Empresarial, el Centro de Convenciones (Río Convention Center), el Área Comercial y la Sala de Entretenimiento.
El proyecto fue aprobado por la Asociación Mundial de World Trade Center el 19 de marzo del 2006 en París, Francia, comenzando a mediados de ese mismo año las obras e inaugurado en el año 2009, convirtiéndose en el primer World Trade Center de Venezuela.

## Política y gobierno

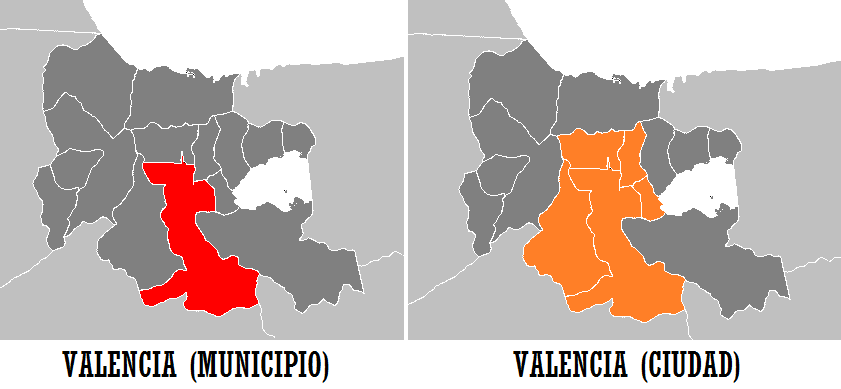
Comparación entre el Municipio Valencia y la Ciudad de Valencia.

### Administración
A diferencia de otras grandes ciudades y áreas metropolitanas del mundo, Valencia carece en la actualidad de un gobierno metropolitano encargado de la administración, hecho que complica en consecuencia el funcionamiento de la ciudad como una única entidad debido a la falta de coordinación de las distintas autoridades que en ella ejercen el poder ejecutivo municipal.
La ciudad está integrada por 5 Municipios Autónomos del Estado Carabobo íntimamente conectados entre sí, siendo estos los municipios Valencia, San Diego, Naguanagua, Los Guayos y Libertador. En su condición de Capital del Estado Carabobo, es aquí donde se encuentran asentado el poder ejecutivo del estado, la Gobernación.

### Distrito Metropolitano Valencia

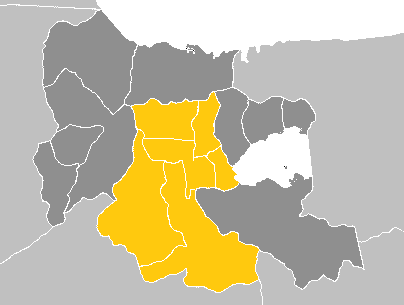
Distrito de la Gran Valencia

De acuerdo con el artículo 9.º de la Ley de División Político-Territorial del Estado Carabobo promulgada en 2004, una vez que la Parroquia Miguel Peña sea elevada al carácter de Municipio Autónomo y sean juramentadas sus autoridades electas (Alcalde y Concejo Municipal), se plantea la creación del Distrito Metropolitano Valencia, el cual será un órgano político-administrativo que coordinará el funcionamiento de la ciudad de Valencia a través de la Alcaldía Mayor de Valencia cuando ocurra la creación de la misma, siendo ésta una forma de coordinar y planificar el desarrollo de la ciudad en conjunto de los seis (6) alcaldes preexistentes de los municipios que conformarían la ciudad. Paralelamente se ha conceptualizado a lo largo de la región central la conurbación del Área Metropolitana Gran Valencia la cual estaría conformada inicialmente por los municipios que tienen costa con dicho lago es decir: Municipio Girardot,  Municipio Libertador, Municipio Zamora, Municipio Diego Ibarra, Municipio Joaquín, Municipio Guacara, , Municipio Carlos Arvelo con lo cual se estaría dando un paso importante para la integración organizada de las ciudades y poblados de la región.

## Economía

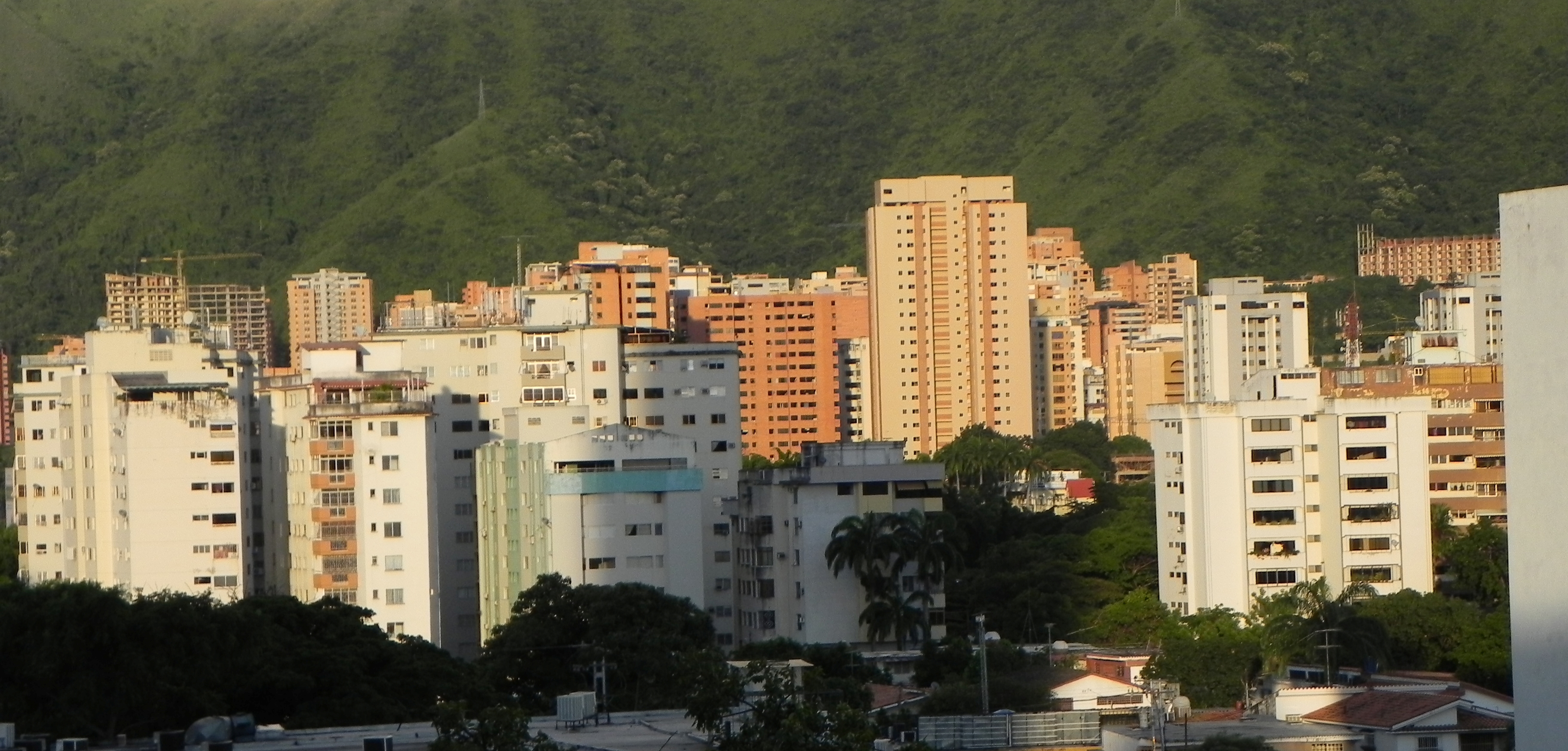
Vista de la Urbanización La Trigaleña al noreste de la ciudad, la zona de mayor crecimiento inmobiliario de Valencia.

Valencia ha sido considerada en el 2009 como la tercera ciudad con los índices de atracción de inversiones más altos del país, después de Caracas y Porlamar, mientras que en materia de recursos humanos ocupa el segundo lugar por la gran cantidad de personas preparadas que posee. En la medición de infraestructura adecuada para los negocios, la ciudad está en cuarto lugar, teniendo que en el ámbito macro (tomando en cuenta el tamaño de la población, situación socioeconómica de los habitantes, crecimiento financiero y facilidades crediticias, entre otros factores) la capital de Carabobo baja al séptimo lugar del ranking. En un estudio similar (ranking de atracción de inversiones) pero dentro del continente latinocamericano en 2010, Valencia ocupa el lugar 48 en la lista; teniendo como contraste el «Ranking Motorola de Ciudades Digitales» que la colocó en la posición 25 en 2011.
También se le ha catalogado como una de las ciudades más modernas y de rápido crecimiento, entrando entre las primeras 50 del mundo y el puesto número 3 en toda América Latina. Por otro lado, Valencia también entra en rankings no tan favorables como lo es ser la cuarta ciudad más cara del país.
Su excelente ubicación con cruces de comunicación hacia la costa, los Llanos, la Región Capital y la Región Centro-Occidental del país, la hacen un sitio excelente para la inversión, debido a que domina un amplio mercado. Cuenta a unos 50 km en la costa del Mar Caribe.

### Industria

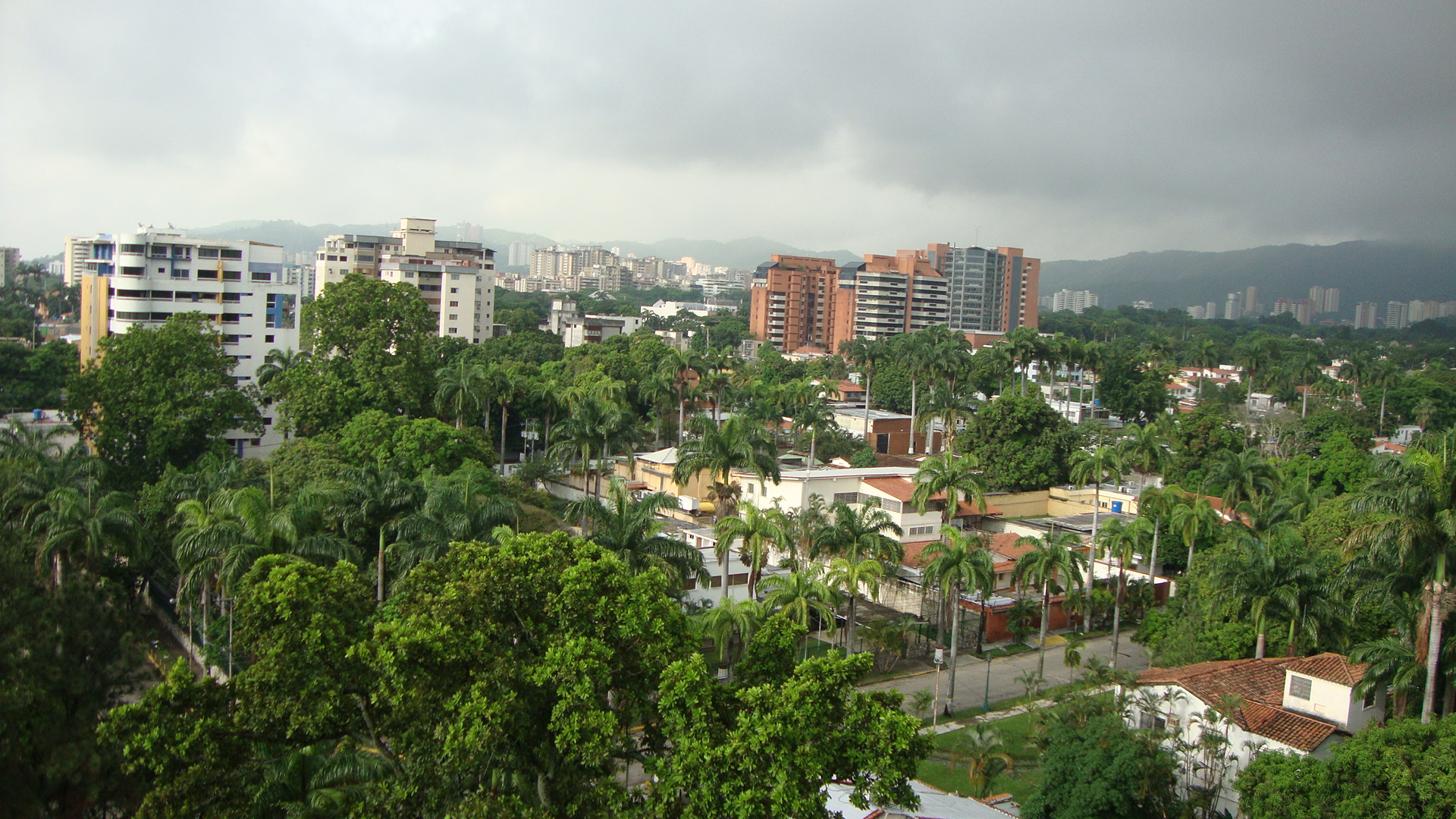
Vista del norte de la ciudad desde la urbanización Camoruco, una de las primeras urbanizaciones privadas del norte de la ciudad.

Valencia es considerada como la ciudad industrial de Venezuela, e inclusive denominada por muchos como la Pequeña Detroit de Venezuela[cita requerida] por el predominio de sus grandes compañías ensambladoras (General Motors, Ford y Chrysler). Igualmente es sede de las mayores compañías manufactureras transnacionales y las más grandes zonas industriales de la nación, además de importantes industrias alimenticias, metalmecánicas, trefilerías de alambres y cables eléctricos, plantas galvanizadoras, cerámicas industriales, hilanderías, textiles, farmacéuticas, plásticos, pinturas, neumáticos, asfaltos, papel, electrodomésticos. A ello hay que sumarle su cercanía con Puerto Cabello, el principal puerto del país y el lugar donde se encuentra la principal industria petroquímica de la nación, que ha dado un notable impulso a su economía sobre las demás regiones y ha permitido crear fuentes de empleo e inversión tanto en el sector público como en el privado.
Valencia es reconocida en el ámbito nacional como la capital industrial de Venezuela por ser la ciudad con la mayor cantidad de empresas e industrias. Entre las Zonas Industriales y empresas localizadas en la ciudad se encuentran:

### Sector Servicios

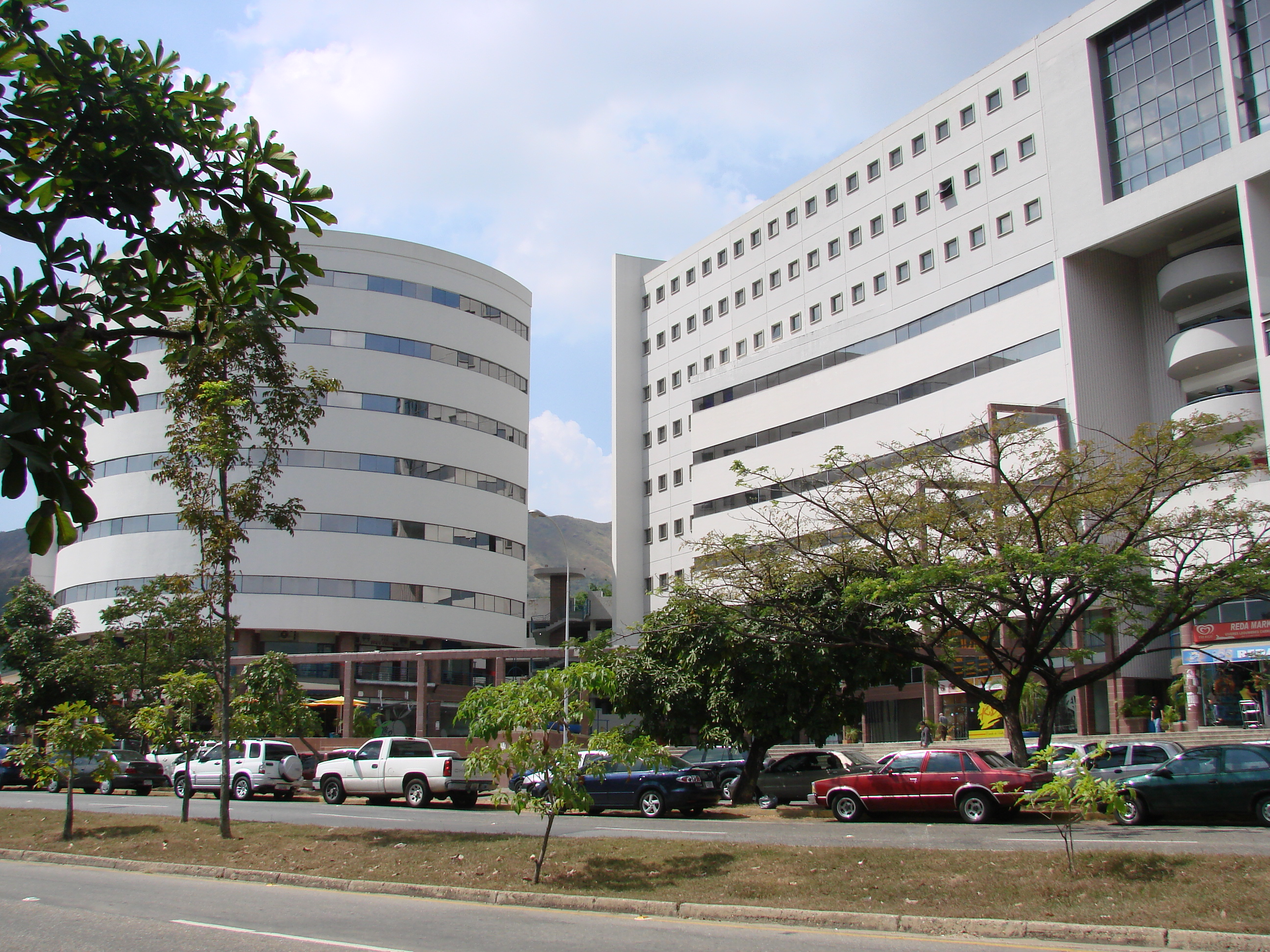
Vista del C.C. Reda Building, Valencia, Venezuela.

Cabe destacar, que la ciudad no solo ha crecido en el sector inmobiliario y financiero, sino que también posee grandes e importantes centros comerciales, como el C.C. Metrópolis Valencia, catalogado como el centro comercial más grande de todo el Estado Carabobo, de la Región Central y uno de los cinco más grandes del país. Además posee grandes e importantes Malls como el Sambil Valencia, Reda Building, Galas Plaza, Vía Veneto, entre otros.

### Mercado de Valores
Casi una década después de haberse autorizado la creación de la Bolsa de Valores de Maracaibo, se decide constituir el 29 de septiembre de 1994 un tercer mercado bursátil en el país: La Bolsa Electrónica de Valores en Valencia, cuya primera sesión se celebró el 5 de junio de 1995. Augurándose como «prometedora» y llamándole la «bolsa de valores del futuro», llegó a ser muy apoyada e incentivada por la Cámara de Comercio de la ciudad, sede de tal institución en su momento.
Inclusive se llegó a implantar uno de los Sistemas Electrónicos de Transacción (SET) más modernos del mundo para propiciar el movimiento de capitales en el mercado de valores local, pero por razones de debilitamiento del mercado mundial (así como el regional), aunándose a ello la falta de información sobre las ruedas de negocio y los posibles negocios en cartera, las dos bolsas regionales creadas más recientemente en el país redujeron sus operaciones bursátiles a su mínima expresión y fueron posteriormente cerradas. Con la aparición en escena del World Trade Center Valencia ha llegado a especularse la posibilidad a futuro de una reactivación de la bolsa para satisfacer el mercado de capitales en la región.

## Servicios públicos

### Educación

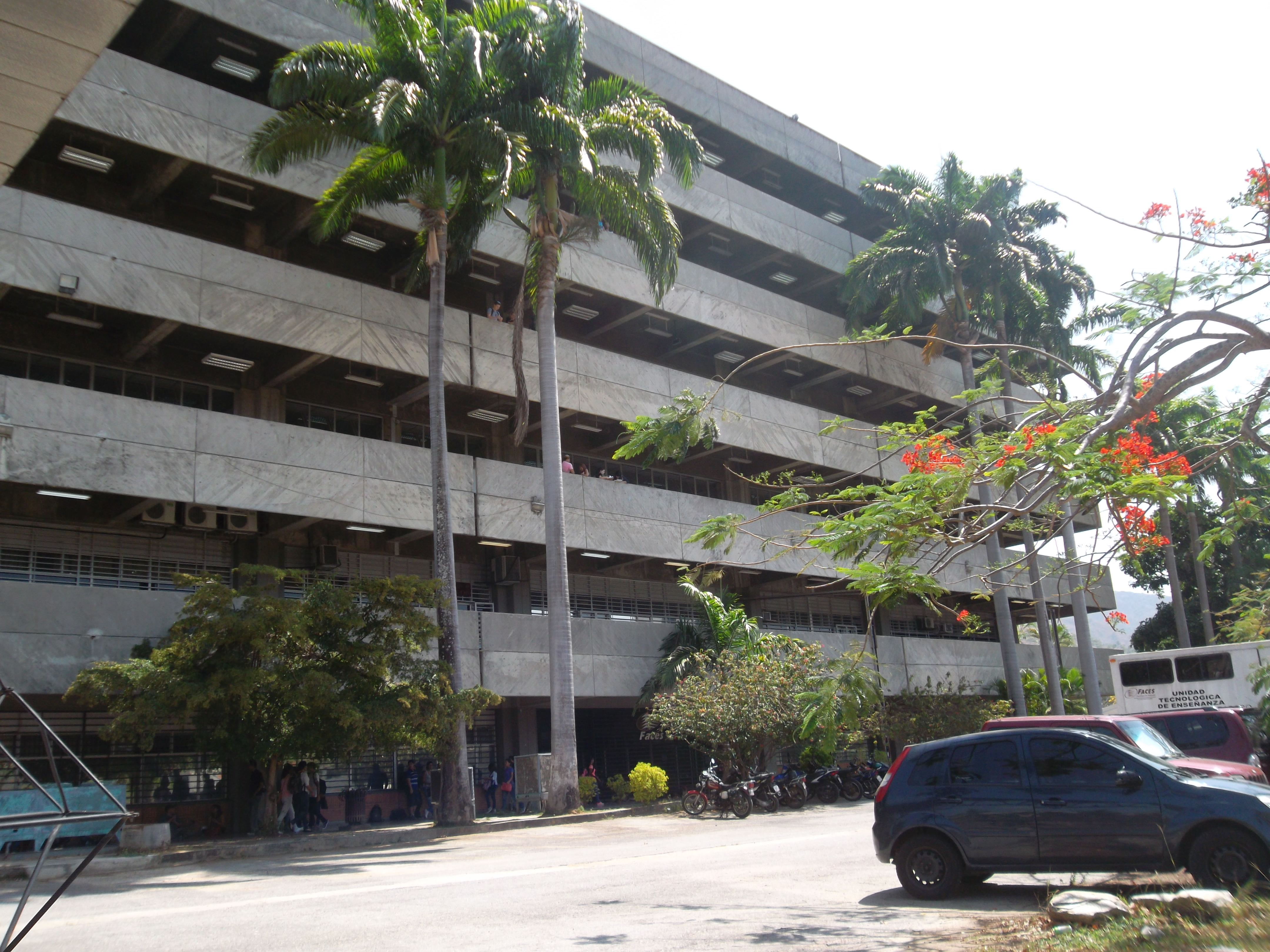
Núcleo FACES - Universidad de Carabobo

#### Universidad de Carabobo
La Universidad de Carabobo (UC) es el principal centro de educación superior de la ciudad de Valencia, del Estado Carabobo y de toda la Región Central del país. La Universidad de Carabobo, es una de las universidades públicas y autónomas más prestigiosas e importantes de Venezuela, reconocida por la calidad de la educación impartida y el óptimo desempeño de sus egresados. El Rectorado de la Universidad de Carabobo ubicado en la Av. Bolívar-Norte-Sector Camoruco Viejo; El Paraninfo ubicado en el Centro de Valencia, (Parroquia Urbana El Socorro) y algunos centros administrativos se hallan en el Municipio Valencia propiamente dicho; mientras la Ciudad Universitaria Bárbula (las Facultades, La Dirección de Desarrollo Estudiantil y Área de Postgrado, Áreas deportivas y de Recreación) se encuentran en el Municipio Naguanagua, en el norte de la ciudad

#### Universidad Arturo Michelena
La Universidad Privada Arturo Michelena (Abreviado UAM) es una de las principales y más prestigiosas universidades privadas del Estado Carabobo en la Región Central de Venezuela. Tiene su sede principal en el Municipio San Diego, en la ciudad de Valencia, Estado Carabobo. Fue fundada el 5 de noviembre de 2000.

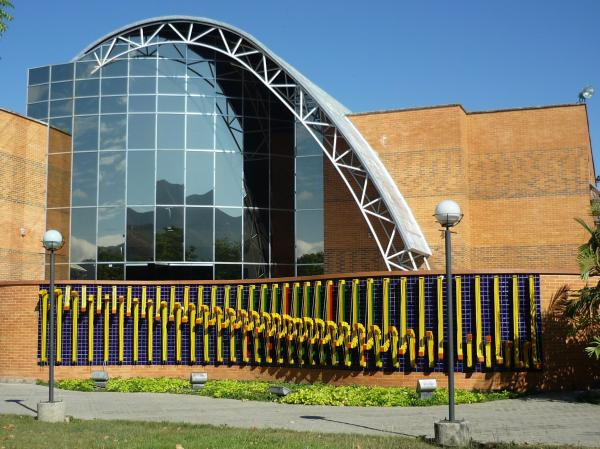
Universidad José Antonio Páez

#### Universidad Tecnológica del Centro
La Universidad Tecnológica del Centro (UNITEC) es una de las principales y más prestigiosas universidades privadas del Estado Carabobo. Tiene su sede principal en la ciudad de Guacara, y al noroeste de Valencia.

### Abastecimiento
- Agua: la empresa estatal Hidrocentro se encarga del servicio de aguas blancas y de desecho de Valencia, así como de todo el Estado Carabobo, el Estado Aragua y el Estado Cojedes. El agua viene principalmente de los embalses de Cachinche y Pao, en el sur de Carabobo, y Guataparo, que se halla al oeste de Valencia.
- Electricidad: la electricidad es provista por la estatal CORPOELEC (antes Electricidad de Valencia Eleval y la Compañía Anónima de Administración y Fomento Eléctrico CADAFE).

## Vías de transporte y comunicaciones
La ciudad de Valencia está conectada por diversas autopistas, avenidas y carreteras nacionales, que no solo la comunican con otros municipios sino también con otros estados.

### Transporte Aéreo
La ciudad de Valencia se encuentra conectada con otras ciudades y estados del país y de otros países, a través del Aeropuerto Internacional Arturo Michelena, ubicado en el corazón de la zona industrial, al sureste de la ciudad. Se trata del cuarto aeropuerto en orden de importancia del país. Es además, el más importante aeropuerto del país en cuanto a volumen de transporte de bienes, ocupando el 60% de la carga aérea de la nación. Cada año recibe a más de 150.000 pasajeros, además de ser el sitio de embarque de más de 160.000 viajeros tanto nacionales como internacionales. De acuerdo al Código de aeropuertos de IATA correspondiente al Aeropuerto Arturo Michelena, las siglas «VLN» son las siglas identificadoras de la ciudad, tanto a nivel nacional como internacional.

### Metro de Valencia

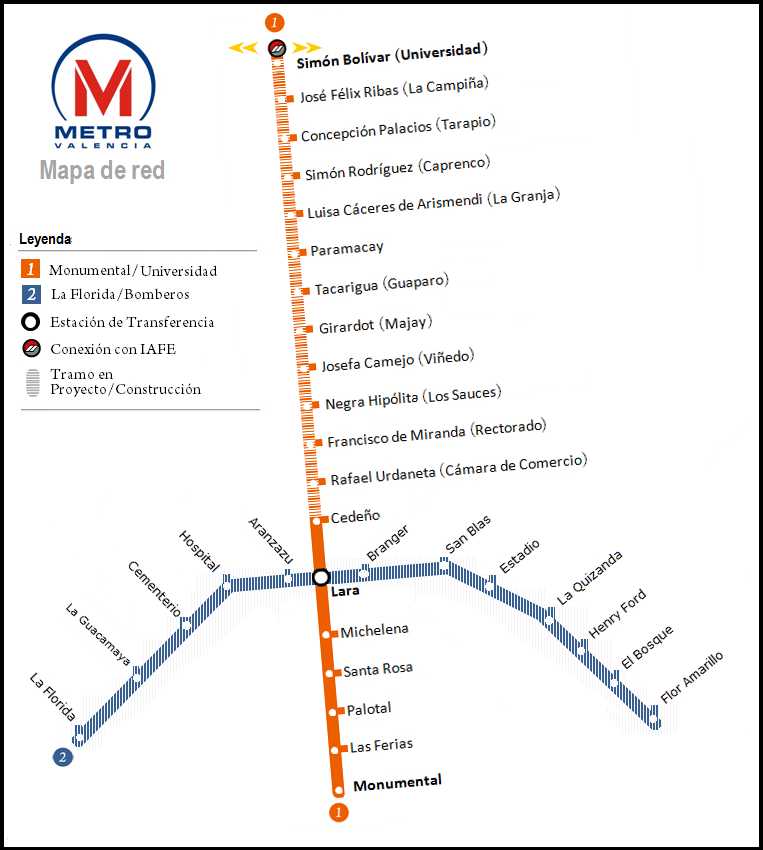
Metro de Valencia.

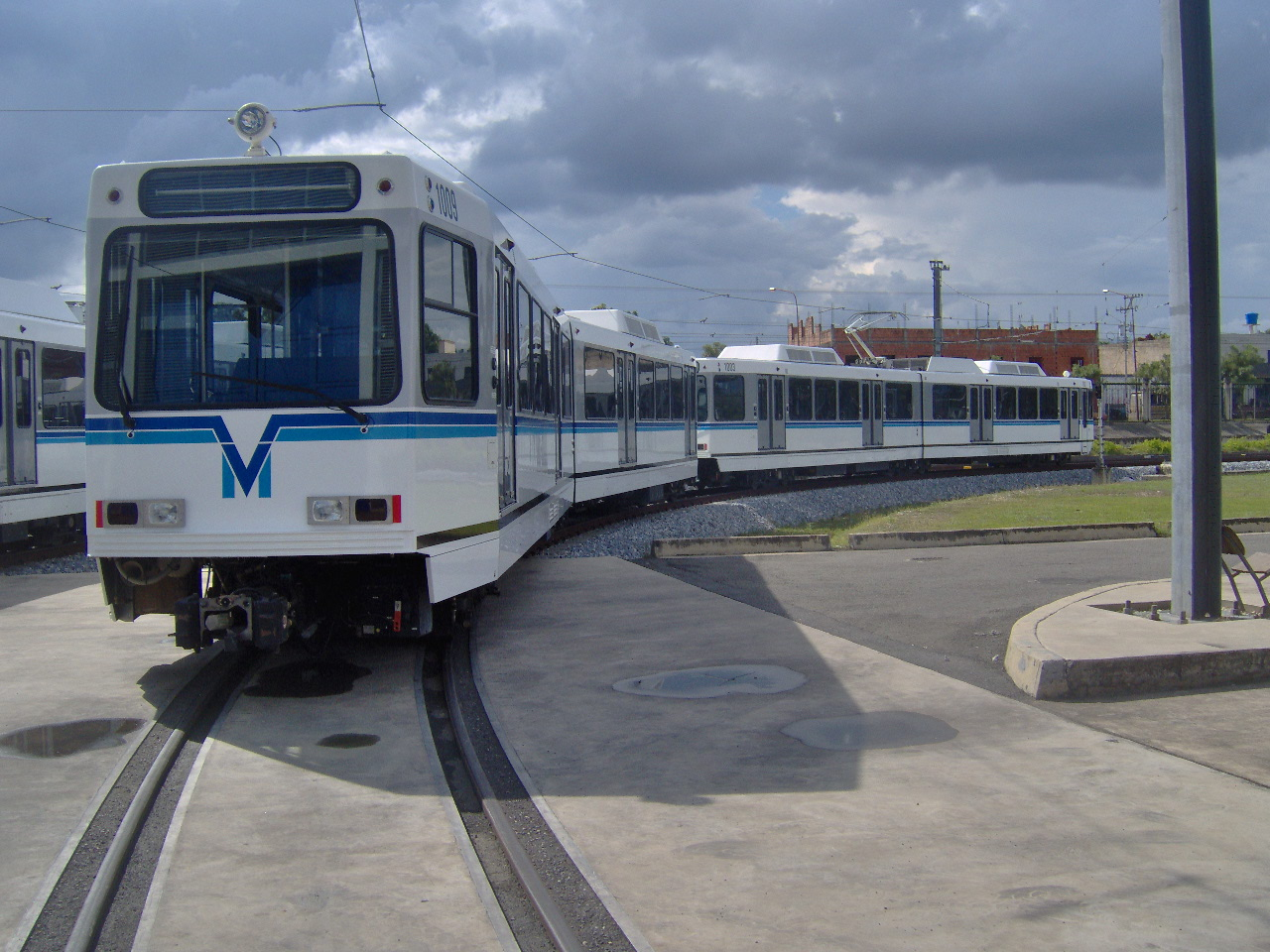
Metro de Valencia

La ciudad de Valencia cuenta con el Sistema Nacional de Metro en la ciudad capital del estado (Valencia) llamado Metro de Valencia inaugurado en el año 2006. Cuenta actualmente con 9 estaciones:
- Estación Monumental.
- Estación Las Ferias.
- Estación Palotal.
- Estación Santa Rosa
- Estación Michelena
- Estación Lara
- Estación Cedeño
- Estación Rafael Urdaneta (Cámara de Comercio)
- Estación Francisco de Miranda (Rectorado UC)

Asimismo, se está expandiendo el Metro de Valencia con 5 nuevas estaciones que actualmente están en construcción. El metro de Valencia tendrá 2 estaciones intermodales para su interconexión con el Sistema Ferroviario Nacional, en la Estación Simón Bolívar de la Universidad de Carabobo (Naguanagua) y en la Zona Industrial Castillito (San Diego).

Estación Plaza de Toros de Valencia (Monumental)

### Sistema Ferroviario Nacional
En la actualidad se encuentra en construcción el tramo ferroviario que unirá a la ciudad de Valencia con Maracay y Caracas. El tramo central Ezequiel Zamora II (Puerto Cabello - La Encrucijada) del Sistema Ferroviario Nacional es el eje fundamental del sistema, diseñado para pasajeros y carga. Este proporciona una interconexión entre la capital del Estado Carabobo (Valencia) y el Eje Industrial Este, y a su vez con Puerto Cabello. De esta manera se consolida y extiende el Área Metropolitana de Valencia hacia los ejes urbanísticos más poblados del Estado; y la cohesión a escala mayor de todas las áreas urbanas de la Región Central. En Carabobo, el tramo cuenta con 6 estaciones: Puerto Cabello, Naguanagua, San Diego, Guacara, San Joaquín, Mariara y un interpuerto en San Diego.
Además hay actualmente una vía de trenes de carga con poco tránsito desde Occidente (partiendo de Barquisimeto) hasta Puerto Cabello. Esta vía férrea y sus estaciones están siendo rehabilitadas como parte del Tramo Centro Occidental Simón Bolívar (Pasajeros y Carga), desde Puerto Cabello a San Felipe (Yaracuy), Barquisimeto (Lara), Acarigua y Turén (Portuguesa). Está en estudio proyectar un ramal hacia Tucacas y Chichiriviche (Falcón).

### Transporte Público Superficial
El transporte público está en su mayoría compuesto por buses pequeños y autobuses pertenecientes a cooperativas o de institutos adscritos a las municipalidades. Dicho sistema de transporte público es bastante criticado debido a las constantes violaciones a las normas de tránsito y por no respetar las zonas destinadas para el ingreso o descarga de pasajeros. 

### Transporte público interestatal

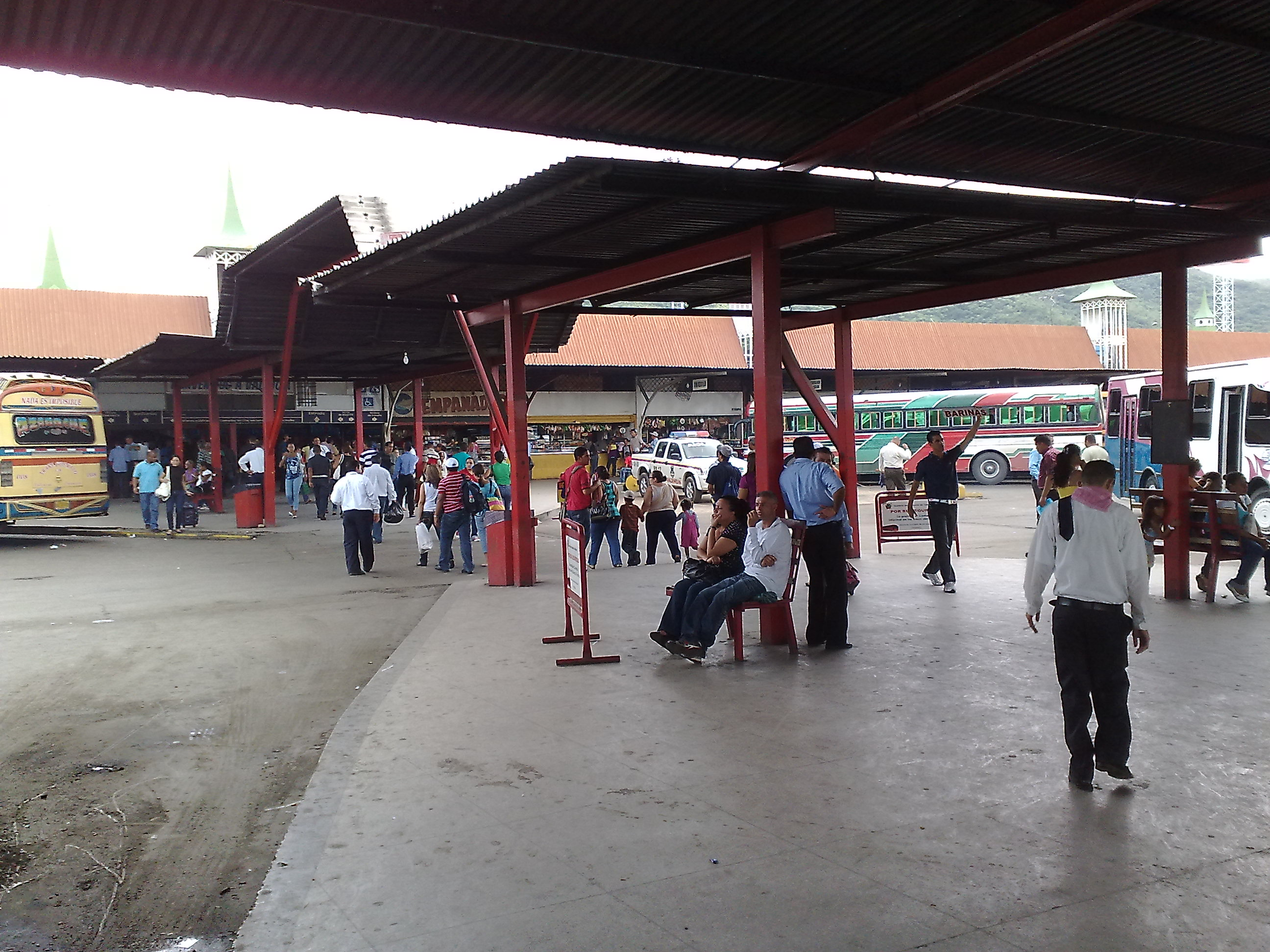
Zona de embarque del terminal de Valencia.

Los servicios de autobuses a otras ciudades se realiza a partir del Terminal Terrestre de Pasajeros Big Low Center, ubicado en el Municipio San Diego en este de la ciudad de Valencia. De este terminal parten todos los autobuses a las principales ciudades del país.
Hasta el año 1986 el terminal terrestre se ubicaba en el sector Los Samanes al sureste de la ciudad, donde actualmente se ubica un mercado de buhoneros llamado Multimercado o Mercado Los Goajiros.
En la actualidad se está construyendo un nuevo y moderno terminal terrestre de pasajeros, el Terminal Metropolitano de Valencia, o también llamado Terminal Turístico de San Diego ubicándose en la Zona Industrial Castillito justo frente del actual Terminal Big Low Center. Este será uno de los más grandes y modernos terminales terrestres de pasajeros de Venezuela, contará con servicios de hotelería, ferias de comida, centro comercial, entre otras cosas. y se estima que sea finalizado para el año 2016.

### Estaciones de televisión
- Ecovisión canal 36 UHF (antigua NC Televisión)
- DAT Televisión canal 30 UHF (Hoy cerrado y es reemplazada por Centro Regional de Noticias)

## Cultura
Entre los principales centros culturales de Valencia se hallan los siguientes:
- Teatro Municipal de Valencia:

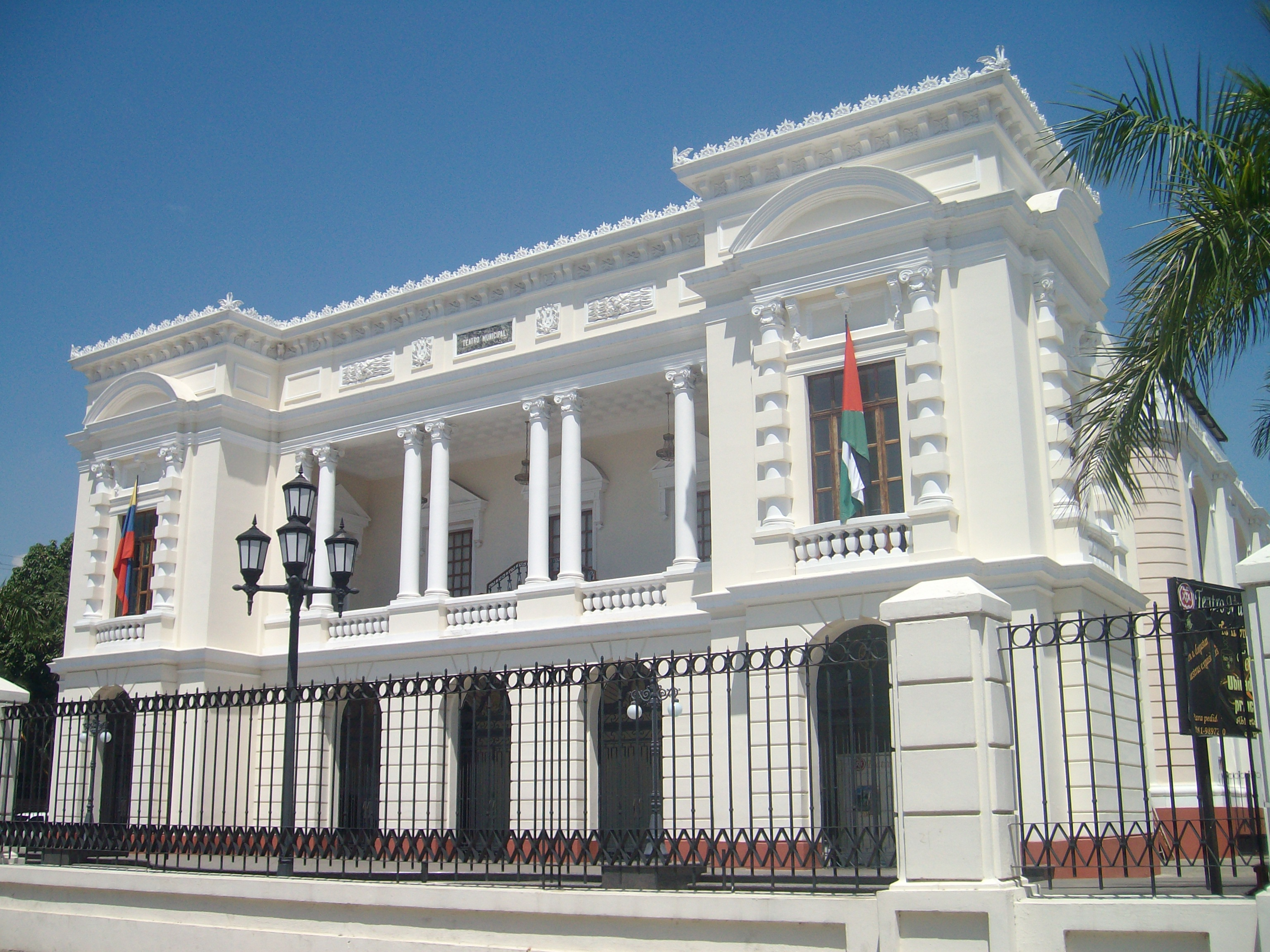
Teatro Municipal de Valencia

Teatro Municipal público de la ciudad. 
Se trata de una de las edificaciones más representativas del 
período republicano en Venezuela. Cuenta con un aforo de 647 butacas. 
- Teatro Dr. Alfredo Celis Pérez:

(conocido como antiguo Anfiteatro de Bárbula), fue inaugurado el 9 de diciembre de 1951 en la Ciudad Universitaria Bárbula de  la Universidad de Carabobo. 
Para más información, ver:

## Deportes

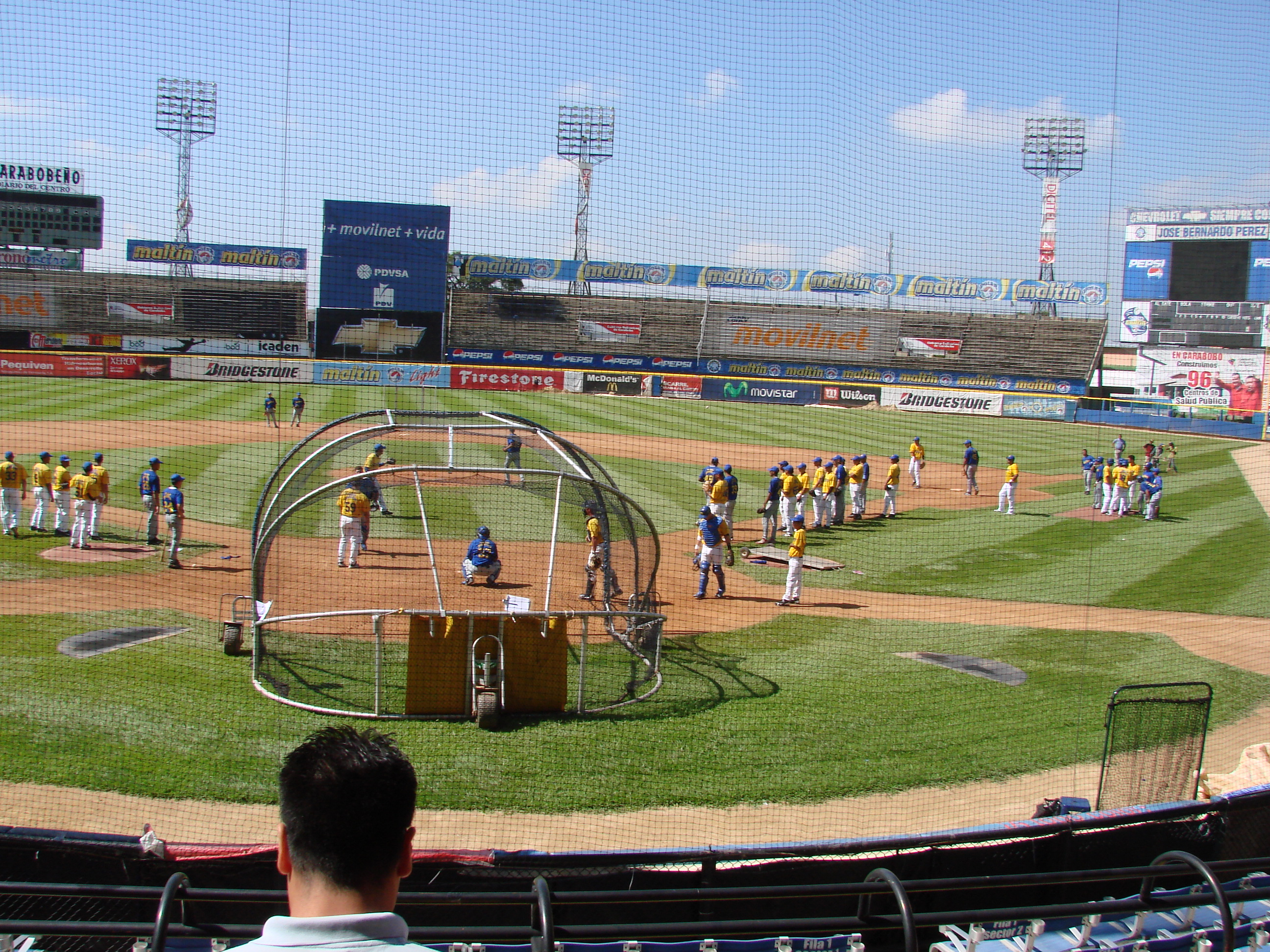
Estadio José Bernardo Pérez

Entre los deportes más seguidos de la ciudad de Valencia y del Estado Carabobo se encuentran el béisbol, el fútbol y el baloncesto, teniendo al primer deporte como el de más aficionados locales y el segundo con el de mayor cantidad de practicantes de todas las edades.
En materia competitiva, la ciudad también es una de las localidades con mayor representación de atletas en competencias de nivel nacional, quedando por ello el Estado Carabobo como 10 veces campeón de los juegos nacionales de Venezuela, de los cuales 9 han sido de manera consecutiva.
El equipo de béisbol profesional local, Los Navegantes del Magallanes. Originalmente el equipo tuvo su fundación bajo el nombre de «Magallanes de Catia» en la ciudad de Caracas, pasando posteriormente a ser el equipo insigne de la localidad (previamente entre 1955 y 1964 había pasado por el Oriente del país como Indios de Oriente y Estrellas Orientales). Se consagra como la institución deportiva más antigua de Venezuela. Hasta 1968 el equipo de béisbol local eran los Industriales de Valencia.
En fútbol la capital del estado, tiene cuatro (4) equipos inscritos en los distintos torneos organizados por la Federación Venezolana de Fútbol, entre los que se encuentran el Carabobo Fútbol Club de la Primera División de Venezuela, el Gran Valencia Fútbol Club de la Segunda División «A», el CIV Valencia y el Valencia Sport Club de la Segunda División «B».

En el baloncesto posee el equipo de la Liga Profesional de Baloncesto de Venezuela, representantes del Estado Carabobo, los Trotamundos de Carabobo.

### Clubes deportivos
- Baloncesto: Colosos de Carabobo [hasta 1982], Trotamundos de Carabobo [desde 1983] (Liga Profesional de Baloncesto de Venezuela)
- Béisbol: Industriales de Valencia [hasta 1968], Navegantes del Magallanes [dese 1969] (Liga Venezolana de Béisbol Profesional)
- Fútbol: Carabobo Fútbol Club (Primera División de Venezuela)
- Fútbol: CIV Valencia (Tercera División de Venezuela)
- Fútbol: SC Guaraní (Segunda División de Venezuela)
- Fútbol: Valencia Sport Club (Segunda División de Venezuela)
- Rugby: Universidad de Carabobo Rugby Club (Campeonato Venezolano de Clubes de Rugby)
- Natación: Delfines de Carabobo (Federación Venezolana de Deportes Acuáticos)
- Voleibol: Club Voleibol Industriales de Valencia (Liga Venezolana de Voleibol